# Lancieux
Lancieux [lɑ̃sjø] est une commune française, située dans le département des Côtes-d'Armor en région Bretagne.

## Géographie
Située au nord-est des Côtes-d'Armor, collée à l'Ille-et-Vilaine, Lancieux est une station balnéaire possédant huit plages. La commune est bordée à l'ouest par la baie de Lancieux, et à l'est par la rivière Frémur.
La commune est reliée à Ploubalay, au sud par la route départementale D 786 et à Saint-Briac-sur-Mer en Ille-et-Vilaine au nord par un pont reliant les deux départements à l'embouchure du Frémur.
| La Manche                       | La Manche         | La Manche                           |
| La Manche Saint-Jacut-de-la-Mer | Lancieux          | Saint-Briac-sur-Mer Ille-et-Vilaine |
|                                 | Beaussais-sur-Mer |                                     |

### Relief et hydrographie
Lancieux est une commune littorale de la Manche qui va de la Baie de Lancieux à l'Ouest à la ria du fleuve côtier Frémur à l'Est ; son finage a la forme d'une presqu'île (presqu'île de l'Islet) dont le Nord est constitué par la Pointe du Rocher.
Côté sud, le territoire communal est limité par le Ruisseau de Floubalay, qui sépare Lancieux de Ploubalay (désormais commune déléguée dépendant de Beaussais-sur-Mer).

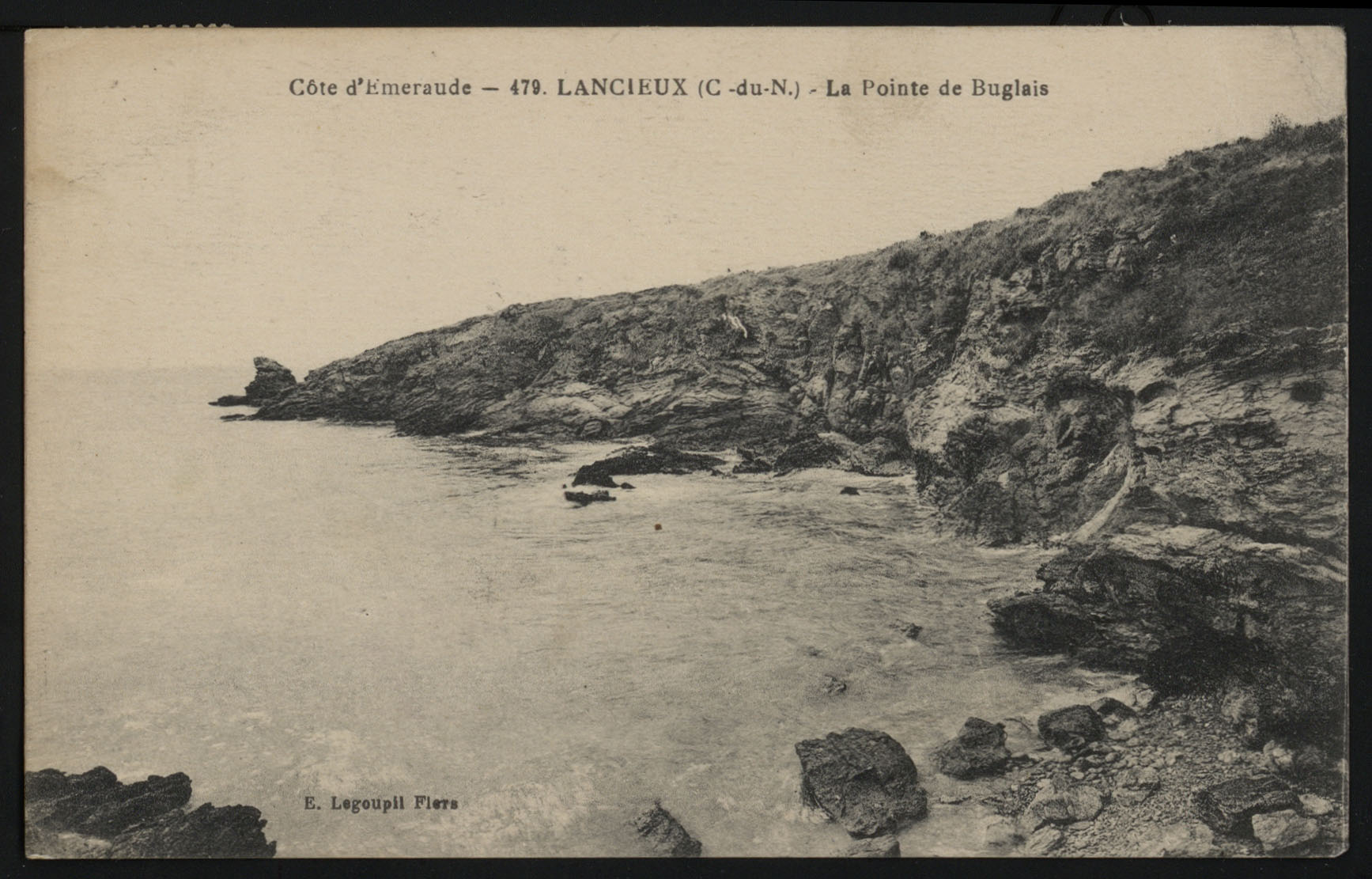
La Pointe du Buglais.

Le point le plus élevé de la commune atteint 47 mètres ; il est situé au Sud-Est de l'agglomération, située en majeure partie aux alentours de 25 mètres d'altitude. La partie nord du territoire communal, la presqu'île de l'Islet, culmine à 33 mètres d'altitude. L'estran qui l'entoure découvre largement à marée basse ;il alterne zones sableuses et platiers rocheux et un îlot, dénommé l'Islet, y atteint 14 mètres d'altitude.
La partie Sud-Ouest de la commune est un ancien marais maritime transformé en terre agricole par poldérisation ; l'ancienne falaise, devenue falaise morte, d'un dénivelé de 25 mètres environ, est nettement visible dans le paysage. Le Tertre Corlieu, dont la hauteur atteint 16 mètres, est une ancienne île, désormais rattachée au continent : le site a été acheté par le Conservatoire du littoral en 1999. Les gneiss et micaschistes des alentours sont très plissotés.

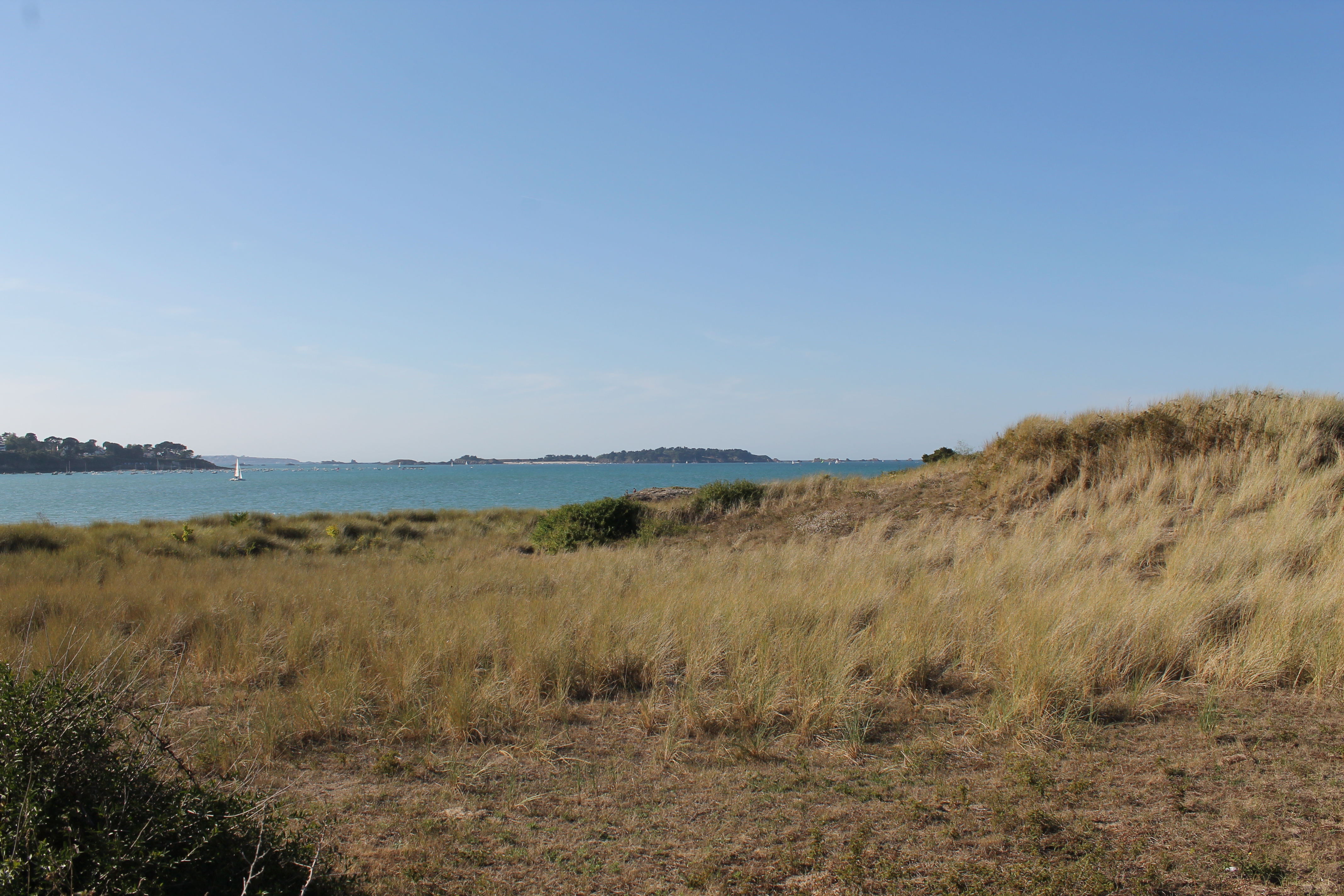
Le Tertre Corieu et sa dune.
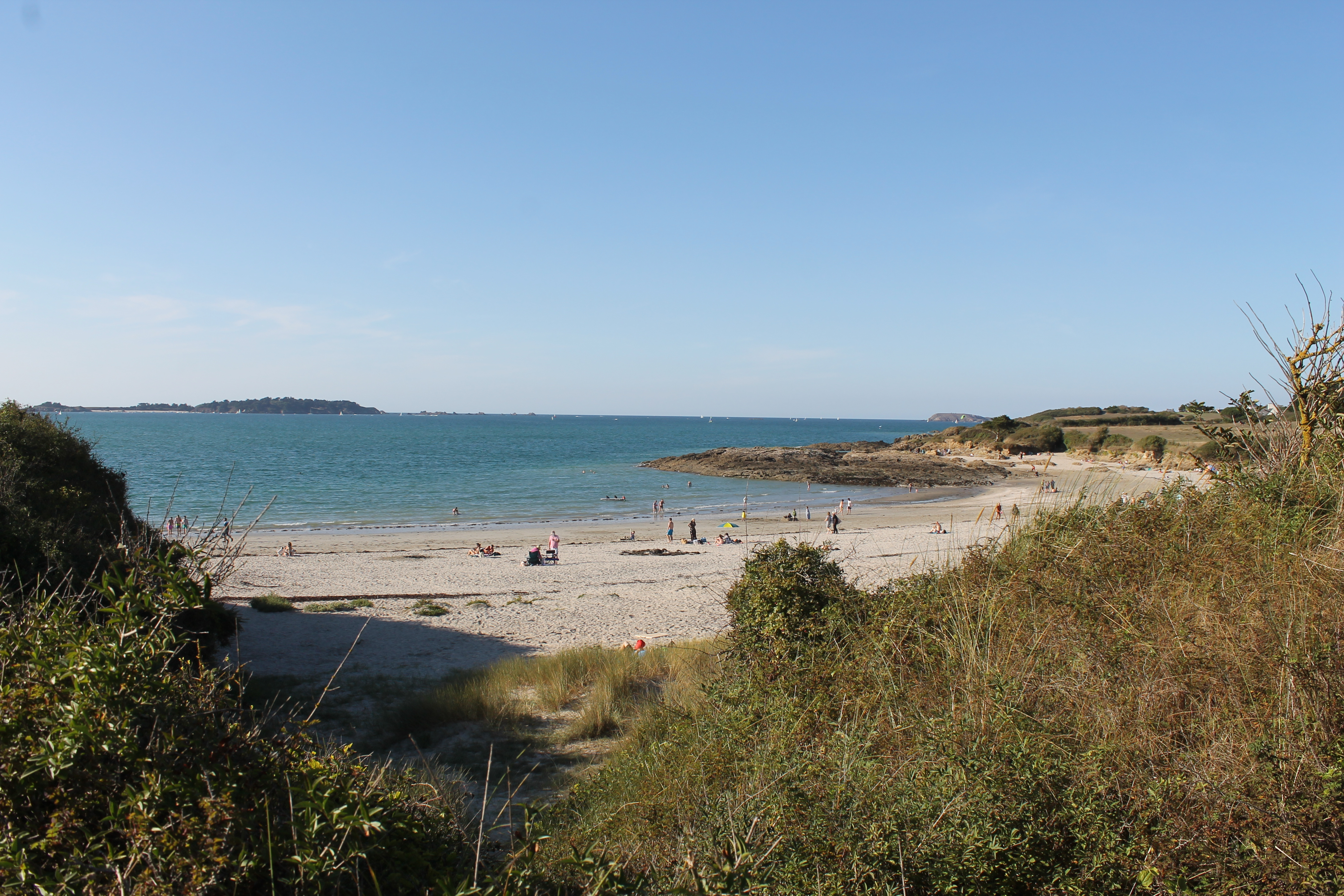
La Plage des Briantais.
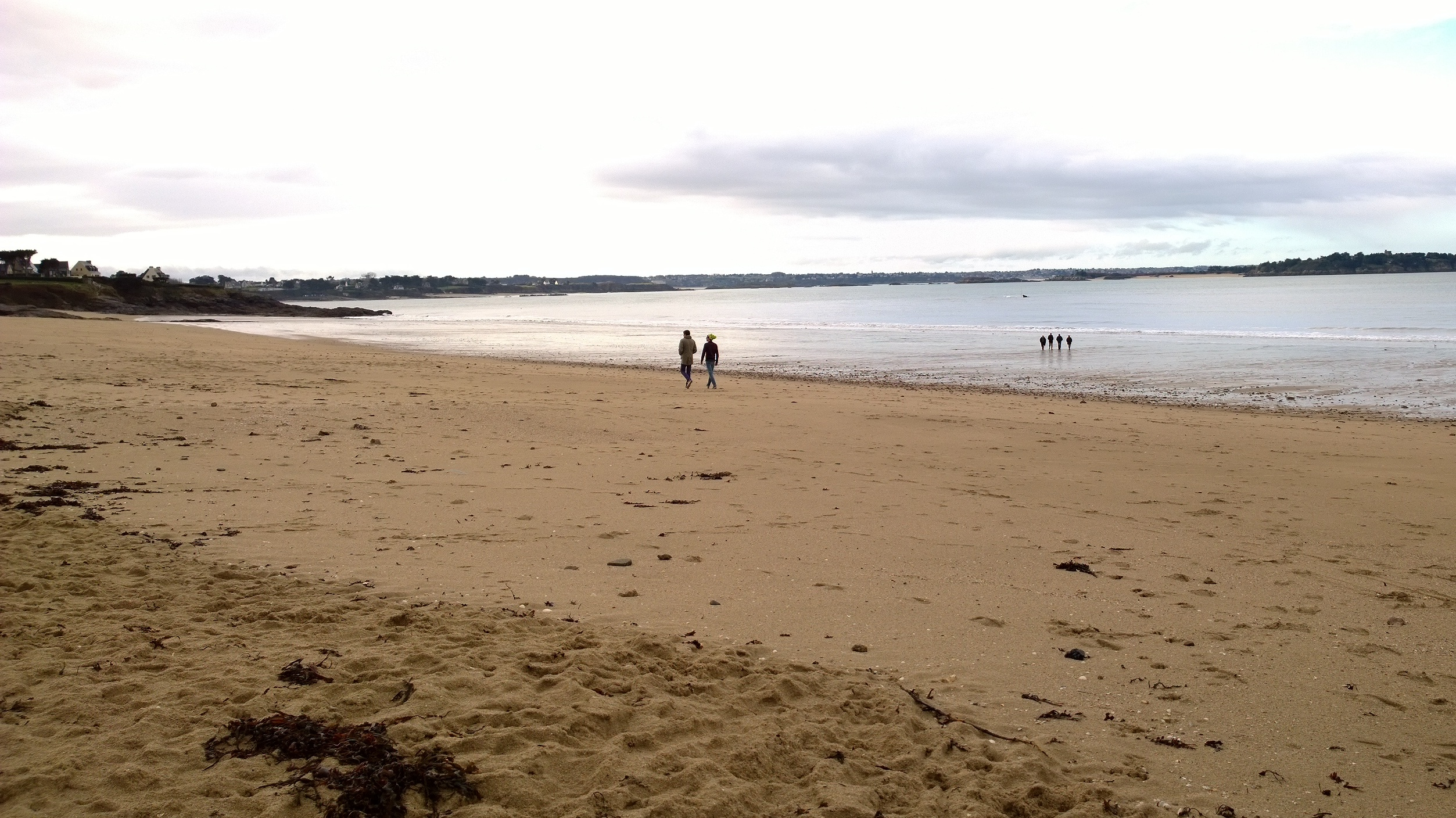
La Plage de Saint-Cieux.
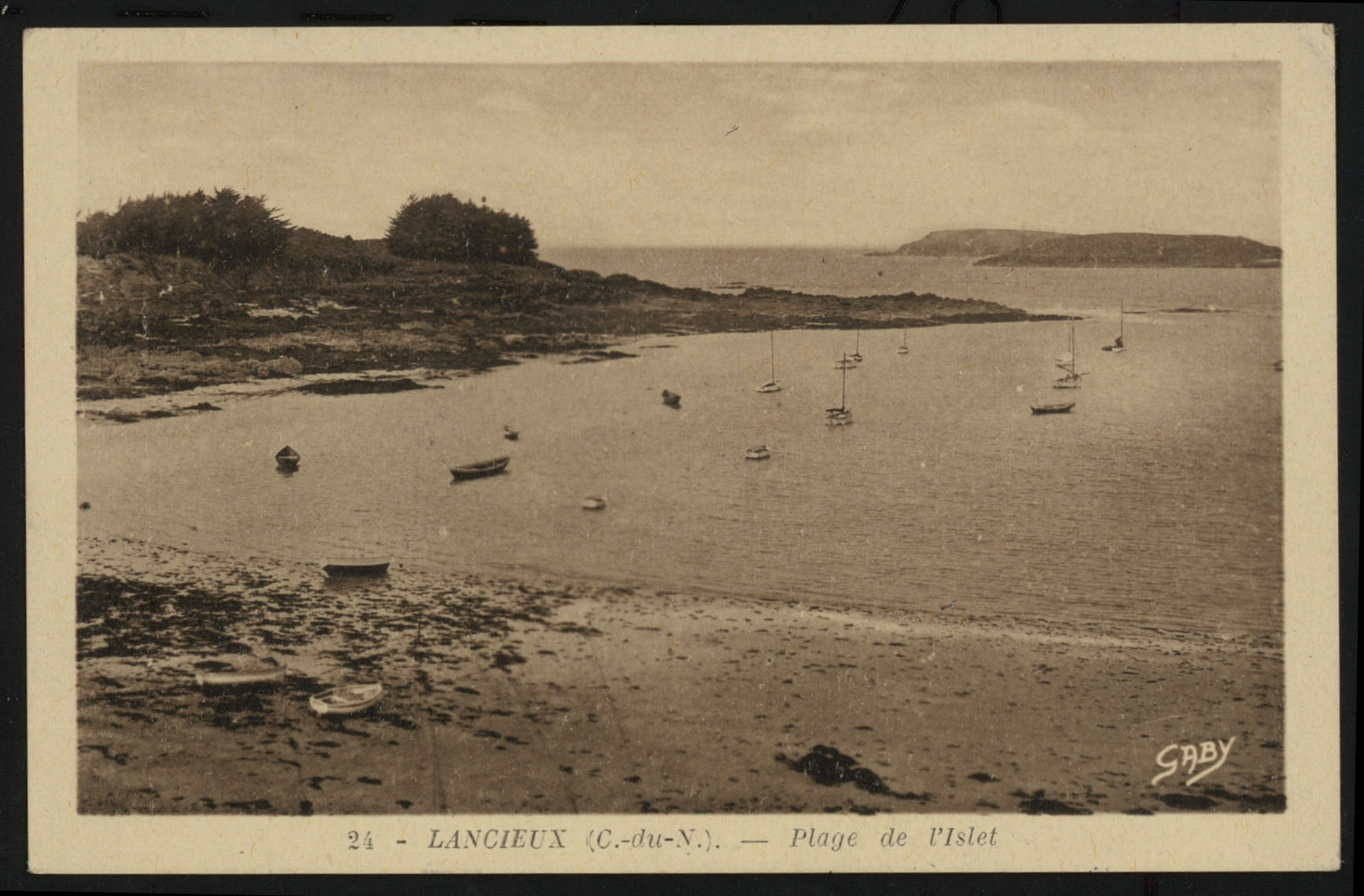
La plage de l'Islet vers 1930.

Lancieux possède trois plages principales, toutes situées sur sa façade littorale occidentale : du Sud au Nord, la plage des Briantais, la plage Saint-Cieux et la plage de l'Islet. La commune possède aussi la plage du Rieul, la seule orientée à l'Est, côté ria du Frémur.
Le littoral Est, côté Frémur, était traditionnellement peu habité à l'exception du moulin de Rochegoude. Sa grève était principalement utilisée pour l'extraction de la marne et plusieurs salines y étaient en activité jusqu'à la construction de la digue de Rochegoude à la fin du XVIIIe siècle. Cet ancien site d'échouage pour les gabares des pêcheurs sert aujourd'hui de mouillage pour les bateaux de plaisance.
Le littoral de Lancieux est peu propice aux activités portuaires ; la cale de l'Islet, située au nord de la presqu'île, presque exclusivement utilisée comme rampe d'accès par les cultivateurs pour se rendre à la grève pour prélever les goémons et la marne, fut construite en 1905 et prolongée de 6 mètres en 1910.

### Le problème des polders
Dans la commune voisine de Beaussais-sur-Mer, le Conservatoire du littoral, dans le cadre du programme européen Adapto, a décidé, ä la suite d'une brèche ouverte par les tempêtes dans la digue protectrice, de laisser la mer reconquérir son espace naturel dans une bonne partie du marais. À Lancieux la question se pose pour la "digue de la Roche", construite en 1750, en arrière de la plage des Briantais ; cette digue protège un camping, un golf et une quinzaine d'habitations. La Communauté de communes de la Côte d'Émeraude qui en a en charge l'entretien, s'est donné jusqu'en 2026 avant de décider de son avenir face au risque croissant de submersion marine.

### Hydrographie
Pour un article plus général, voir Réseau hydrographique des Côtes-d'Armor.
La commune est située dans le bassin Loire-Bretagne. Elle est drainée par le Floubalay et le Frémur,.
Le Floubalay, d'une longueur de 12 km, prend sa source dans la commune de Languenan et se jette  dans la Manche au niveau de la baie de Lancieux sur la commune et de Beaussais-sur-Mer. 

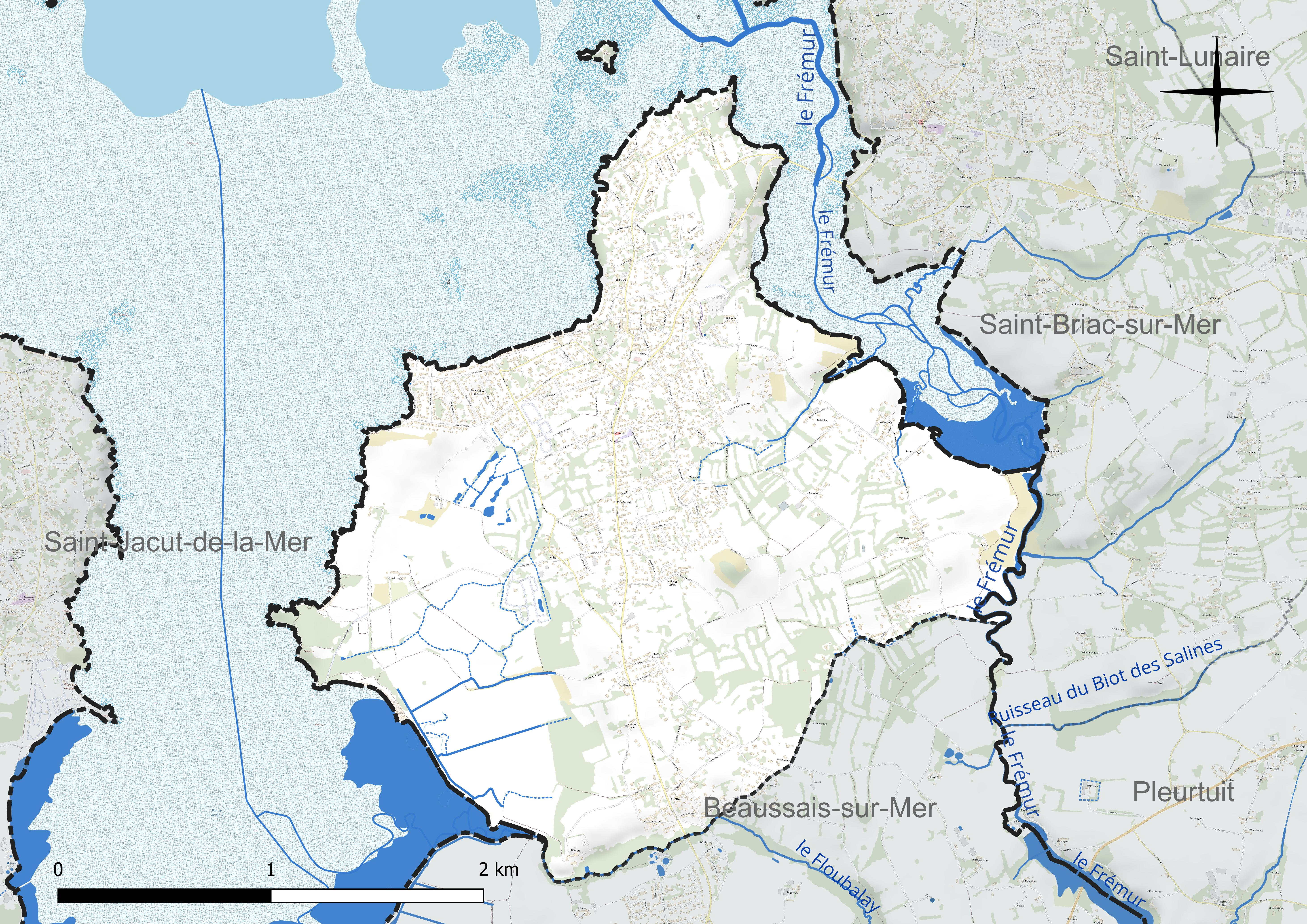
Réseau hydrographique de Lancieux.

Le Frémur, d'une longueur de 21 km, prend sa source dans la commune de Corseul et se jette  dans le golfe de Saint-Malo sur la commune et de Saint-Briac-sur-Mer. 

### Climat
Pour des articles plus généraux, voir Climat de la Bretagne et Climat des Côtes-d'Armor.
En 2010, le climat de la commune est de type climat océanique franc, selon une étude du CNRS s'appuyant sur une série de données couvrant la période 1971-2000. En 2020, Météo-France publie une typologie des climats de la France métropolitaine dans laquelle la commune est exposée à un climat océanique et est dans la région climatique  Bretagne orientale et méridionale, Pays nantais, Vendée, caractérisée par une faible pluviométrie en été et une bonne insolation. Parallèlement l'observatoire de l'environnement en Bretagne publie en 2020 un zonage climatique de la région Bretagne, s'appuyant sur des données de Météo-France de 2009. La commune est, selon ce zonage, dans la zone « Littoral doux », exposée à un climat venté avec des étés cléments.
Pour la période 1971-2000, la température annuelle moyenne est de 11,5 °C, avec une amplitude thermique annuelle de 11,4 °C. Le cumul annuel moyen de précipitations est de 654 mm, avec 11,5 jours de précipitations en janvier et 6,8 jours en juillet. Pour la période 1991-2020, la température moyenne annuelle observée sur la station météorologique la plus proche, située sur la commune de Pleurtuit à 7 km à vol d'oiseau, est de 11,9 °C et le cumul annuel moyen de précipitations est de 752,0 mm,. Pour l'avenir, les paramètres climatiques de la commune estimés pour 2050 selon différents scénarios d'émission de gaz à effet de serre sont consultables sur un site dédié publié par Météo-France en novembre 2022.

## Urbanisme

### Typologie
Au 1er janvier 2024, Lancieux est catégorisée ceinture urbaine, selon la nouvelle grille communale de densité à 7 niveaux définie par l'Insee en 2022.
Elle appartient à l'unité urbaine de Dinard, une agglomération inter-départementale dont elle est une commune de la banlieue,. Par ailleurs la commune fait partie de l'aire d'attraction de Saint-Malo, dont elle est une commune de la couronne,. Cette aire, qui regroupe 35 communes, est catégorisée dans les aires de 50 000 à moins de 200 000 habitants,.
La commune, bordée par la Manche, est également une commune littorale au sens de la loi du 3 janvier 1986, dite loi littoral. Des dispositions spécifiques d’urbanisme s’y appliquent dès lors afin de préserver les espaces naturels, les sites, les paysages et l’équilibre écologique du littoral, tel le principe d'inconstructibilité, en dehors des espaces urbanisés, sur la bande littorale des 100 mètres, ou plus si le plan local d’urbanisme le prévoit.

### Occupation des sols
L'occupation des sols de la commune, telle qu'elle ressort de la base de données européenne d’occupation biophysique des sols Corine Land Cover (CLC), est marquée par l'importance des territoires agricoles (63,4 % en 2018), en diminution par rapport à 1990 (70,9 %). La répartition détaillée en 2018 est la suivante : 
zones urbanisées (31,5 %), terres arables (28,4 %), zones agricoles hétérogènes (19,5 %), prairies (15,5 %), espaces verts artificialisés, non agricoles (4,3 %), zones humides côtières (0,8 %). L'évolution de l’occupation des sols de la commune et de ses infrastructures peut être observée sur les différentes représentations cartographiques du territoire : la carte de Cassini (XVIIIe siècle), la carte d'état-major (1820-1866) et les cartes ou photos aériennes de l'IGN pour la période actuelle (1950 à aujourd'hui).

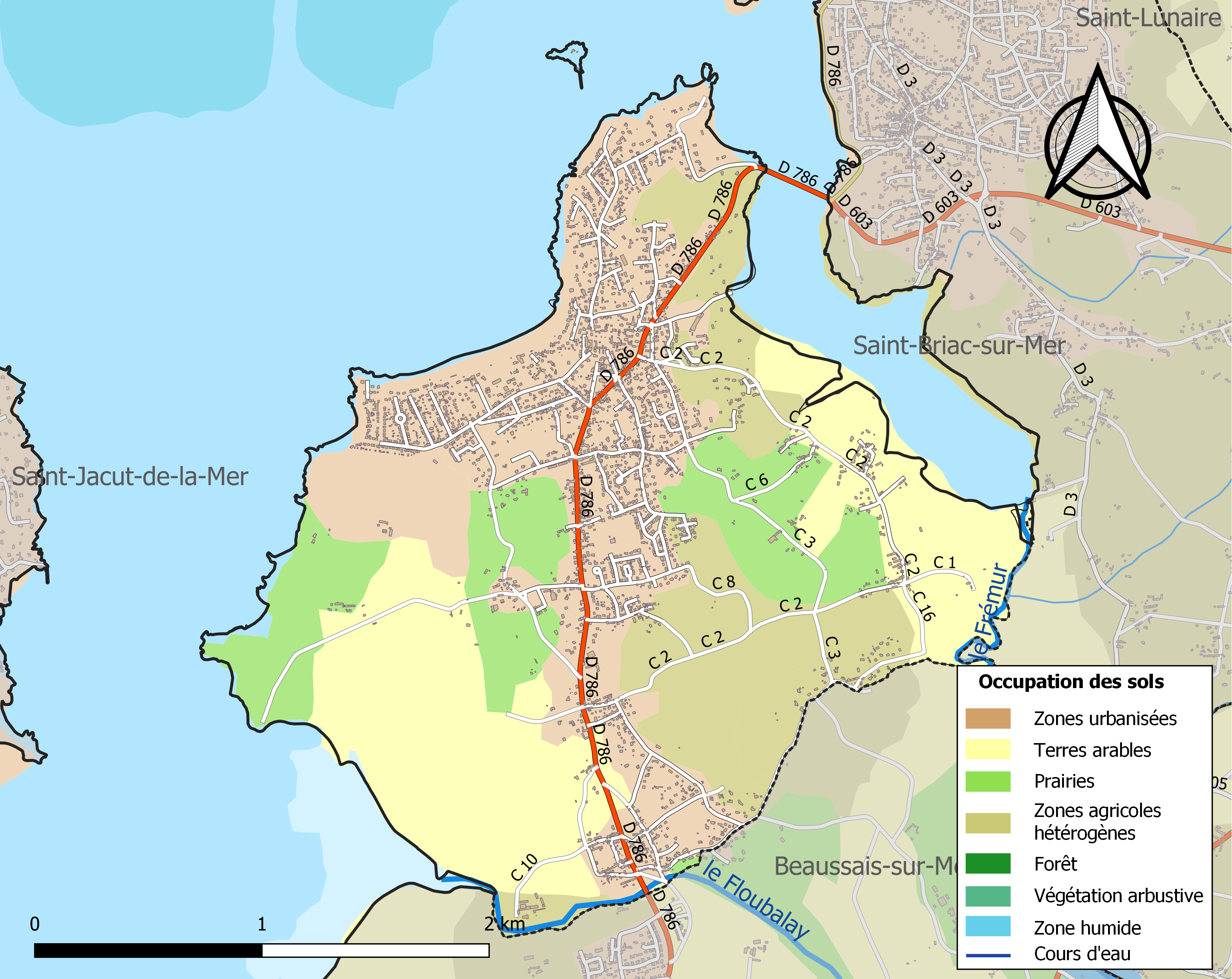
Carte des infrastructures et de l'occupation des sols de la commune en 2018 (CLC).

## Toponymie
Le nom de la localité est attesté sous les formes Lansiocus vers 1092, Ecclesia Sancti Seoci en 1163, Parrochia de Lansioc en 1269, Lanxioc vers 1330, Lancieu au XVe siècle.
Lancieux vient du breton lann (ermitage) et de Seoc, Cieux ou Sieu, moine venu de Cornouailles britannique à la fin du VIe siècle.

## Histoire

### Préhistoire et Antiquité
Un menhir, dit de la Pierre Levée, et des traces d'occupation gallo-romaine (puits, auge, meule à sel,…) existent dans la commune.

### Moyen-Âge
Lancieux est issu du démembrement de la paroisse de Ploubalay. Lansiocus est mentionné pour la première fois en 1092, lors d'une donation à l'abbaye de Saint-Jacut par un chevalier nommé Hervelin. Sous le nom ecclesia Sancti Seoci, l'église de Lancieux est mentionnée  en 1161 dans une bulle du pape Alexandre III destinée à l'abbaye de Saint-Jacut.
Le manoir de la Touche date du XIVe siècle et fut notamment la propriété de la famille du Breil de Rays; il disposait du droit de basse justice.

#### Marais et polders de Lancieux
Le secteur des Briantais et de Buglais appartenaient autrefois aux moines de l'abbaye de Saint-Jacut de la Mer, c'est ici qu'ils vont créer un premier polder en construisant la digue des moines vers la fin du XIVe siècle, elle sera renforcée au XVIe siècle et permettra de mettre en valeur une vaste zone au sud des fermes des Briantais et de Buglais. La digue la plus ancienne, construite en pierres, appelée "Digue des Moines", aurait été au début du XVIe siècle, pour assécher les terrains situés autour des fermes de Buglais, de la Briantais et de Villeu. D'importants travaux d'endiguement furent entrepris en 1748-1749 par Louis Péan de Pontfilly, seigneur de la Roche ; ils permirent la mise en culture de plus de cent journaux de terre de marais. Toutes ces terres ont été gagnées sur la mer grâce à la construction de trois digues : la digue des Moines, la digue des Roches sur Lancieux et la digue des Marais Neufs qui bordent le polder de la commune de Ploubalay. En 1772, la digue des Roches, construite par le sieur Recoursé, complète ce dispositif et agrandit la zone des polders d'une vingtaine de journaux,,.

### Temps modernes

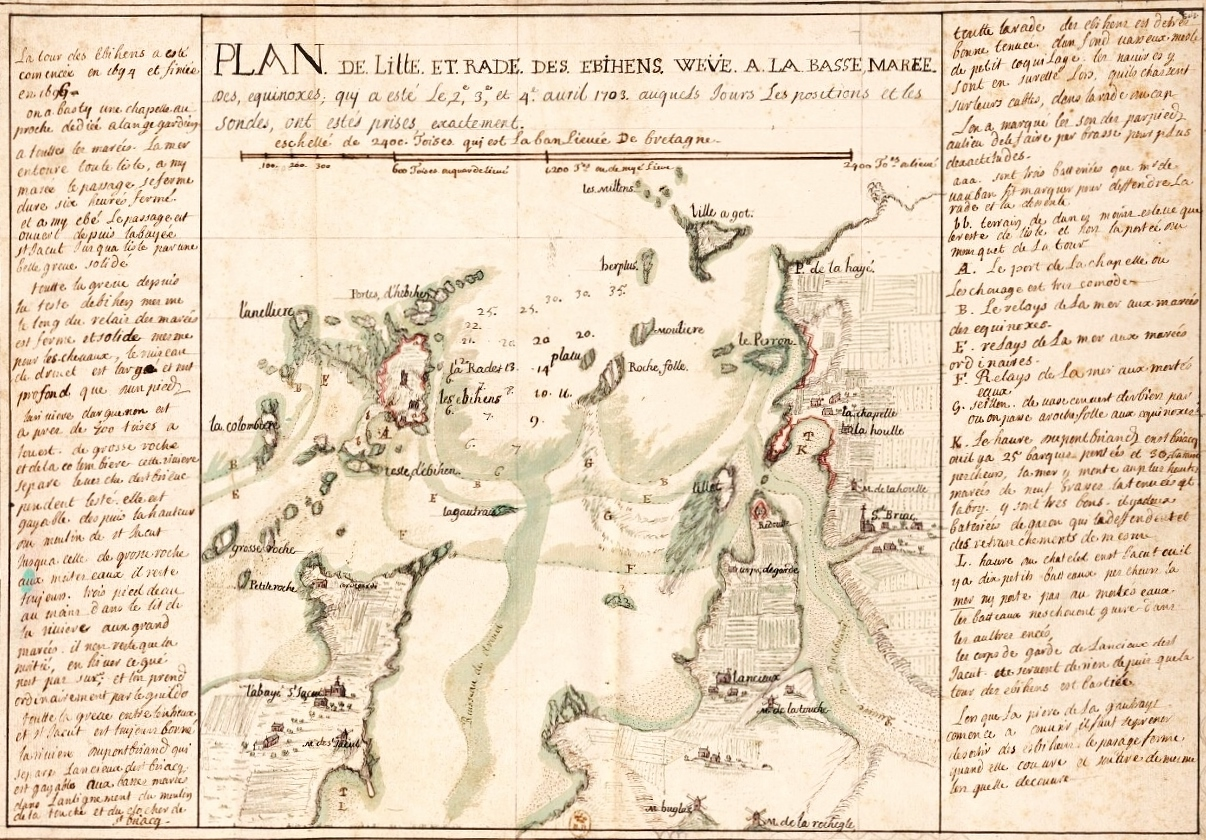
Plan de la baie de Lancieux et des Ebihens datant de 1703.

Le château de la Roche-Glé date du XVIIe siècle ( il est cité pour la première fois dans un aveu datant de 1647 et serait une juveignerie du château du Plessix-Balisson), mais aurait remplacé un manoir antérieur qui aurait été entre autres possédé par Geoffroy de la Roche, un des participants du combat des Trente en 1351. La seigneurie disposait des droits de haute et basse justice. Elle a appartenu à Jean de la Baume Le Blancq, marquis de la Vallière, époux de Gabrielle Glé de La Cotardais, puis à la famille Péan de Pontfily (par exemple Louis Péan de Pontfily, né le 5 janvier 1751 à Lancieux, comte de Pontfily et de la Roche Glé, fut mousquetaire de la garde du roi en 1773 et maire de Pleurtuit en 1818). Ce 
château a totalement disparu : en 1985 les deux buttes pierreuses dominant le marécage, qui étaient présentées encore en 1917 comme étant son site, étaient totalement recouvertes par le dépotoir de la commune !.
Dans l'église construite en 1720 (son clocher date de 1739) les familles de Chappedelaine, du Breil de Rays et Péan de Pontfily possédaient des prééminences et leurs enfeus. Lancieux comptait deux confréries, celles du Saint-Rosaire et du Saint-Sacrement.

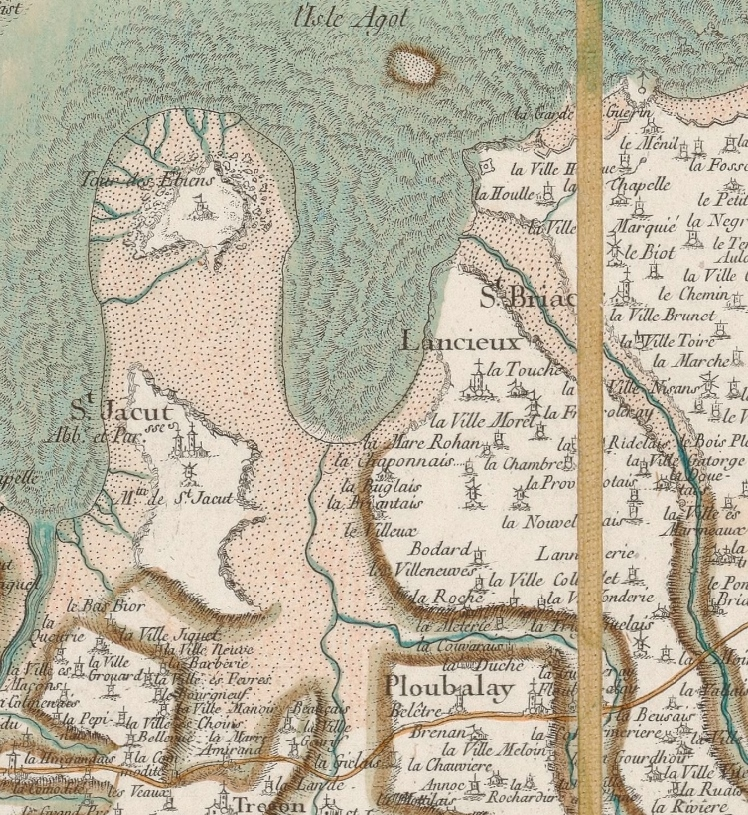
Carte de Cassini de Lancieux, Saint-Jacut et la baie de Lancieux (1758).

Jean-Baptiste Ogée décrit ainsi Lancieux en 1778 :

« Lancieux ; au bord de la mer, à 1 lieues à l'Ouest-Sud-Ouest de Saint-Malo, son évêché ; à 14 lieues de Rennes ; et à 4 lieues de Dinan, sa subdélégation et son ressort. C'est l'Abbé de Saint-Jacut qui présente la cure de cette paroisse, où l'on compte 700 communiants. Ce territoire forme une presqu'île dont les terres sont excellentes. On y connaît la maison noble de la Touche, et plusieurs villages. »

Une épidémie de dysenterie frappa Lancieux entre le 13 octobre et le 15 décembre 1783.

### Révolution française
La paroisse de Lancieux fut supprimée en 1792, réunie à celle de Ploubalay et même la commune fut momentanément réunie à Ploubalay en 1794-1795, avant d'être rétablie et incorporée au canton de Ploubalay. Les fermes de la Briantais et de Buglais, ainsi que le moulin de la Buglais, qui appartenaient à l'abbaye de Saint-Jacut, furent vendus comme biens nationaux.
L'église servit de logement à des soldats et fut en partie dévastée, et son mobilier religieux vendu. La tradition rapporte que des soldats se blessèrent en voulant descendre la statue de saint Cieu qui se trouvait au-dessus du maître-autel.
Jean Posnic, recteur de Lancieux lors du déclenchement de la Révolution, prêtre réfractaire, dut émigrer à Jersey en 1792, mais revint ensuite clandestinement à Lancieux et fut arrêté le 25 août 1798, dénoncé par un patriote Henri de la Ville-Fouré, agent national à Ploubalay ; emprisonné à Guingamp, il retrouva la liberté en 1800 et devint, après le Concordat curé de Merdrignac. Les deux vicaires de Lancieux en 1789, Charles-Nicolas Thé et François-Mathurin Lebret, furent aussi prêtres réfractaires.

### LeXIXesiècle
En 1818 Lancieux connut une épidémie de dysenterie,laquelle frappa bien davantage la commune voisine du Plessix-Balisson.

#### Descriptions de Lancieux vers le milieu duXIXesiècle
A. Marteville et P. Varin, continuateurs d'Ogée, décrivent ainsi Lancieux en 1843 :

« Lancieux : commune formée de l'ancienne paroisse de ce nom ; aujourd'hui succursale. (...) Principaux villages : les Bois-Talard, la Frotrais, la Marre Rohan, la Ridelais, la Chambre, la Nouvelais, la Prévotais, Lânerie, la Roche, la Métrie, Bodard, la Ville-ès-Colets, la Chaponnais, la Ville-Morel, le Vileu, la Briantais, la Buglais. Superficie totale : 669 hectares 1 are 60 centiares, dont (...) teres labourables 559 ha, prés et pâturages 10 ha, landes et incultes 72 ha (...). Moulins : 2 (de la Buglais, de la Roche ; à vent). Lancieux, ou plutôt Lan-Sieu, "église de saint Sieu", disciple de saint Brieuc, a une jolie église avec une tour en pierre, construite en 1720. De vastes pêcheries s'étendent entre Lancieux et Saint-Jacut. Géologie : granite, roches amphiboliques dans le Nord-Est. On parle le français [en fait le gallo]. »

Joachim Gaultier du Mottay écrit en 1862 que Lancieux possède une école de garçons ayant 55 élèves et une de filles en ayant 65, que « son territoire est accidenté et peu lanté d'arbres fruitiers. Les terres sont bonnes et bien cultivées, quoique cependant, dans cette commune, essentiellement maritime, l'agriculture ne soit en quelque sorte que l'industrie [activité] secondaire » et que du lieu-dit "Tertre du Moulin de la Roche" « on jouit d'un coup-d'œil fort étendu ».

#### La passerelle du Frémur
Traditionnellement pour franchir le Frémur, il fallait attendre la marée basse et, en partant côté Lancieux de la Pointe du Grognet, en gros sous le pont actuel, « on retrousse cottes et braies » pour franchir, pieds mouillés, le Frémur. Selon la tradition orale, les diligences passaient également ainsi. En 1878 une passerelle immergeable en bois, longue de 25 mètres, dépourvue de rembardes, est construite entre Saint-Briac et Lancieux ; son entretien et parfois son remplacement (elle est emportée par la mer en 1910) furent sources de friction entre les deux communes. La mise en service du pont sur le Frémur en 1928 entraîna son abandon, mais elle reprit provisoirement du service en 1944 en raison de la restriction du pont. Victime de la mer, il n'en reste aucune trace de nos jours.
Traverser cette passerelle submersible n'était pas sans danger : par exemple en février 1905 un homme qui s'y était aventuré trop tardivement à marée montante fut emporté par le courant et se noya.

### XXesiècle

#### La Belle Époque
Le réseau téléphonique et télégraphique de Lancieux ouvre le 1er août 1906.

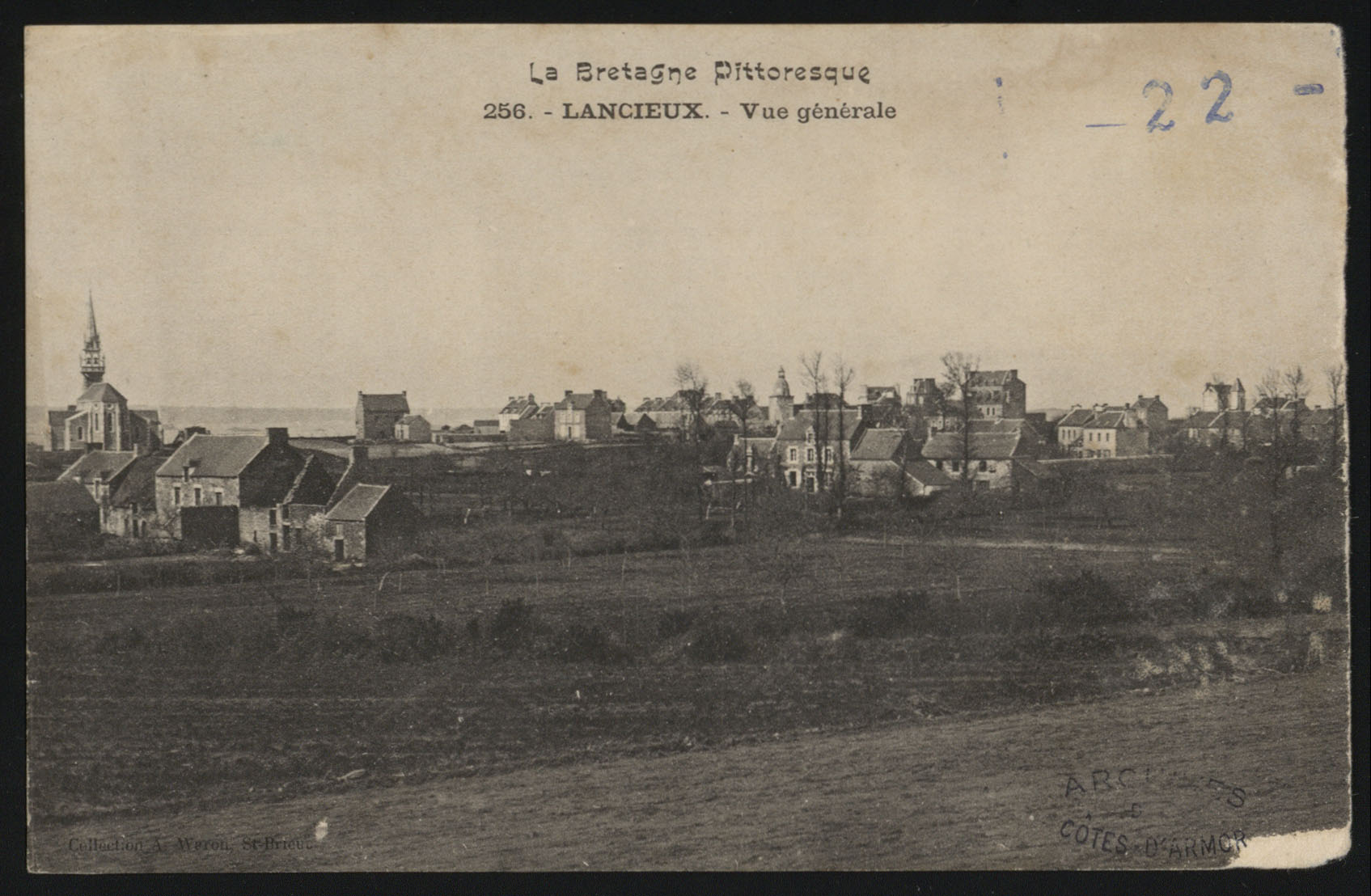
Le bourg de Lancieux au début du XXe siècle.
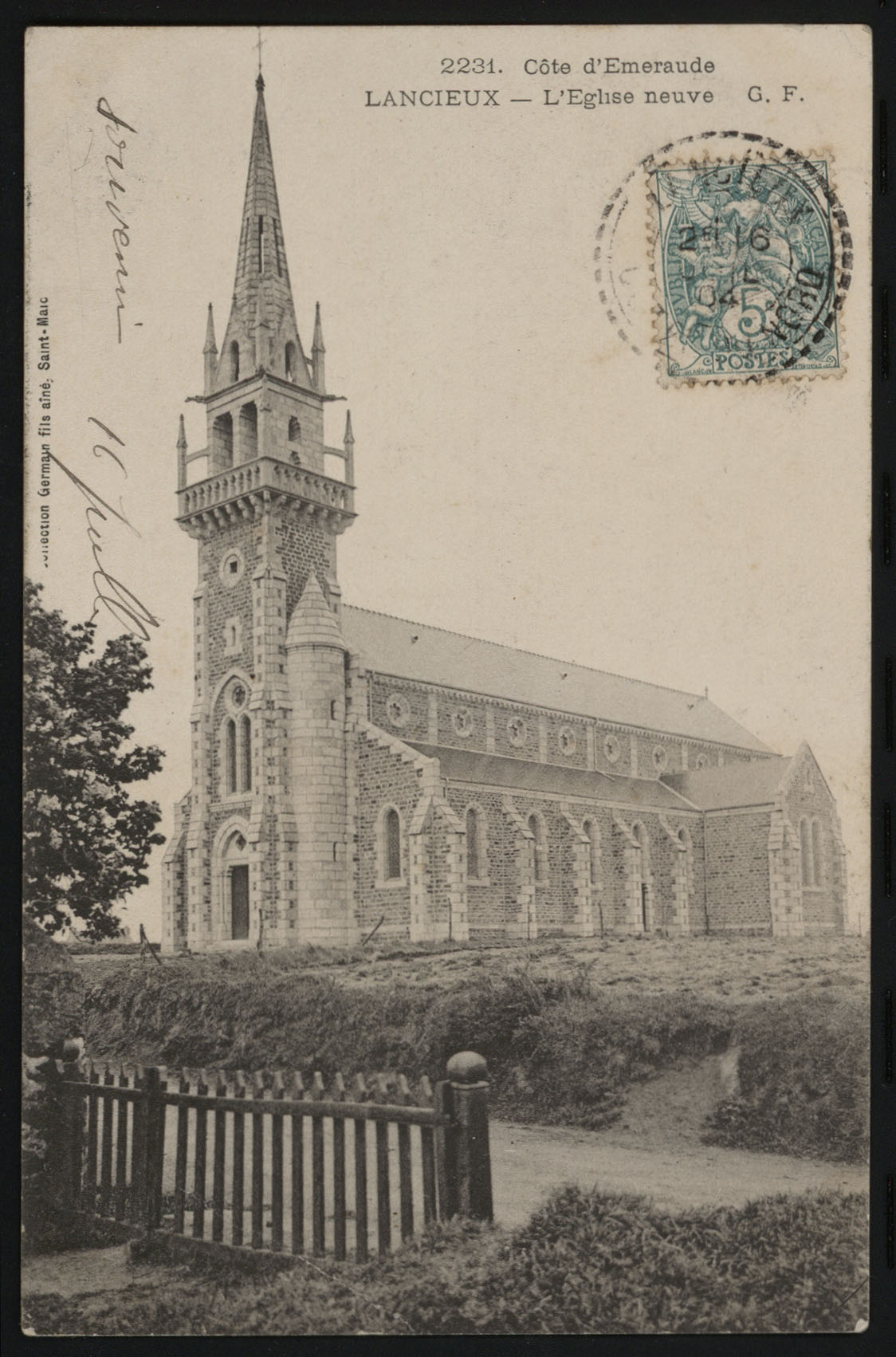
L'église neuve en 1903.
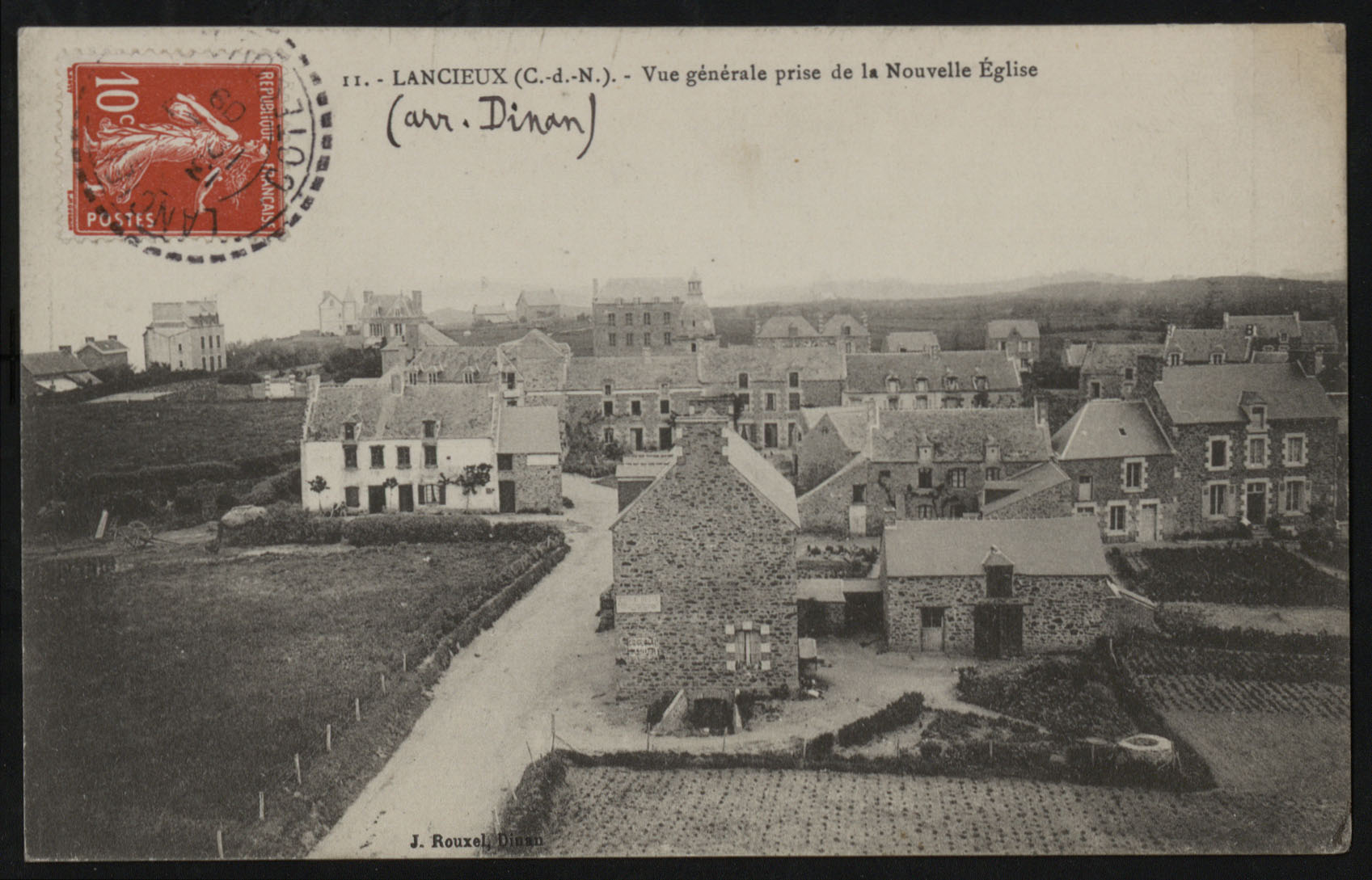
Vue de Lancieux depuis le clocher de la nouvelle église.
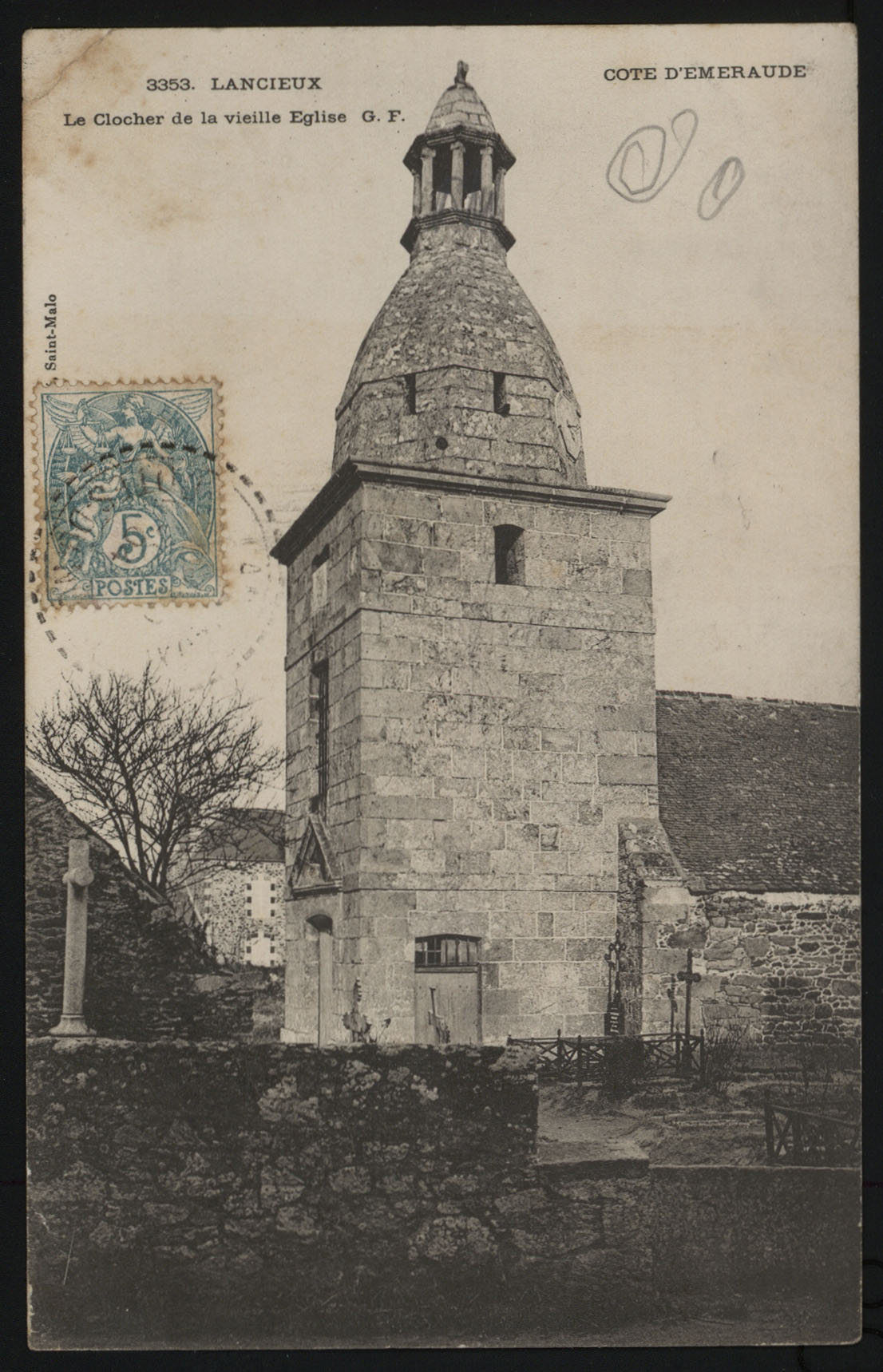
Lancieux : le clocher de la vieille église (1904).
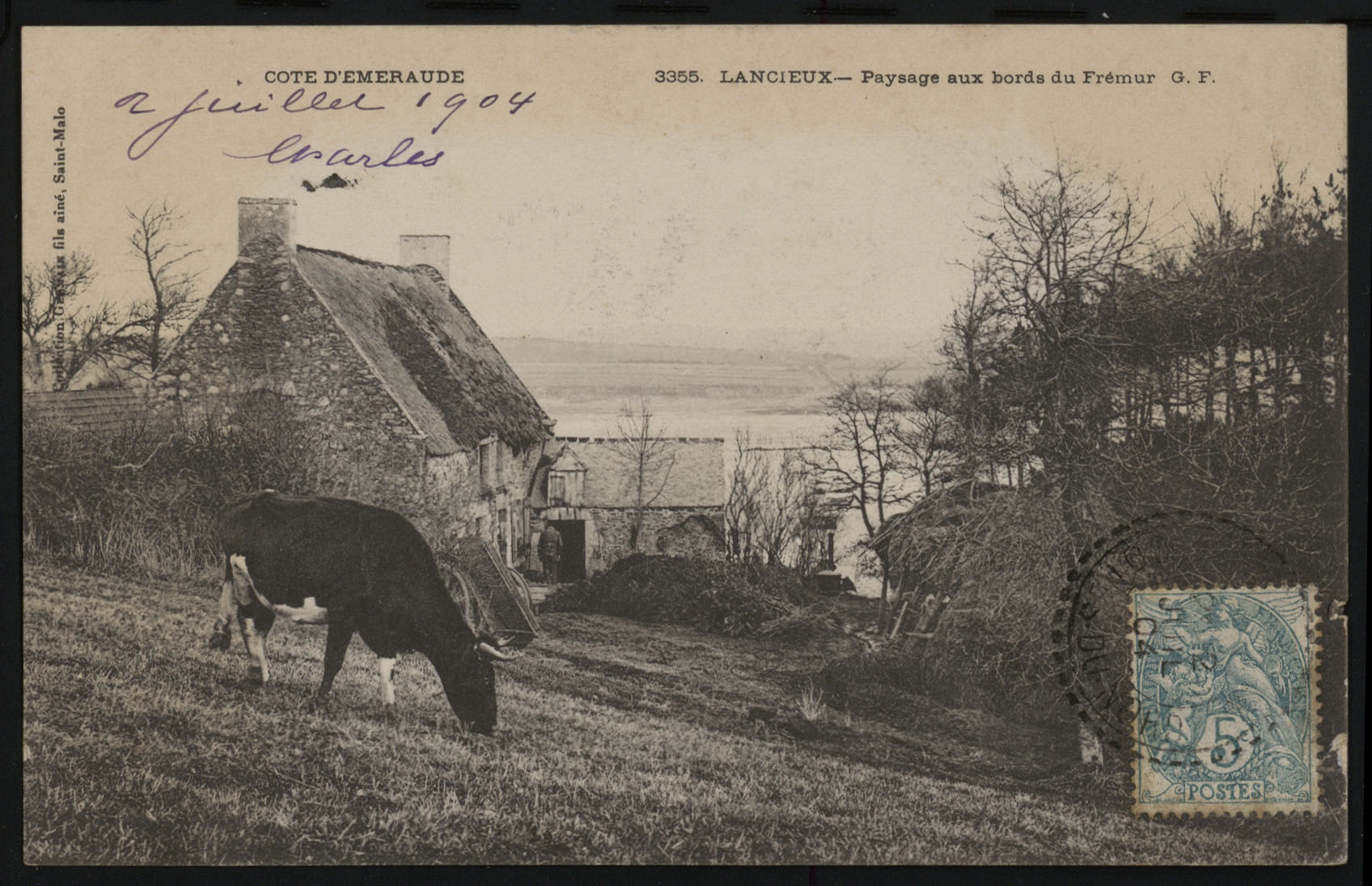
Lancieux : les bords du Frémur en 1904.
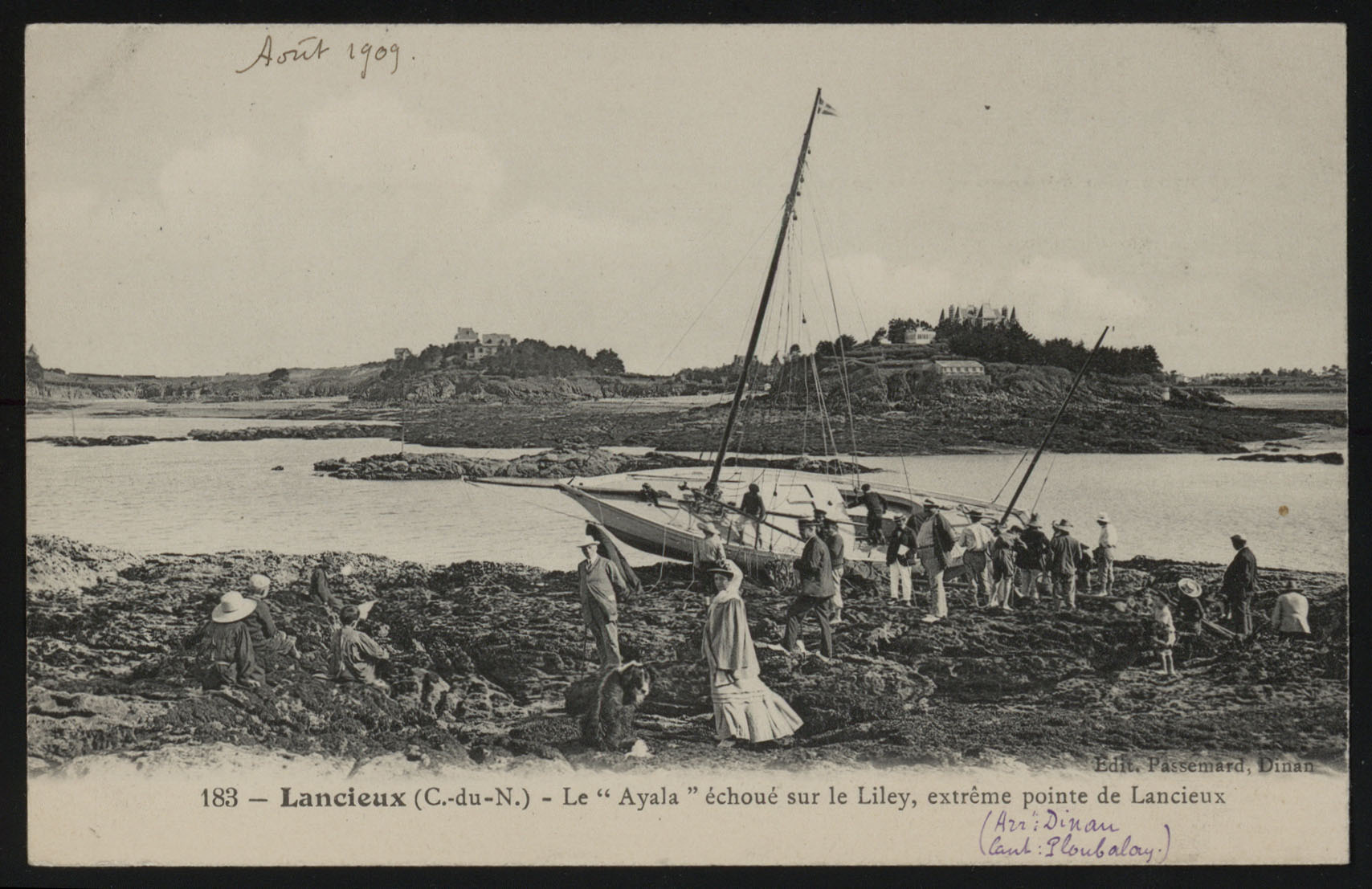
Le Ayala échoué sur le Liley (Islet), extrême pointe de Lancieux vers 1909.
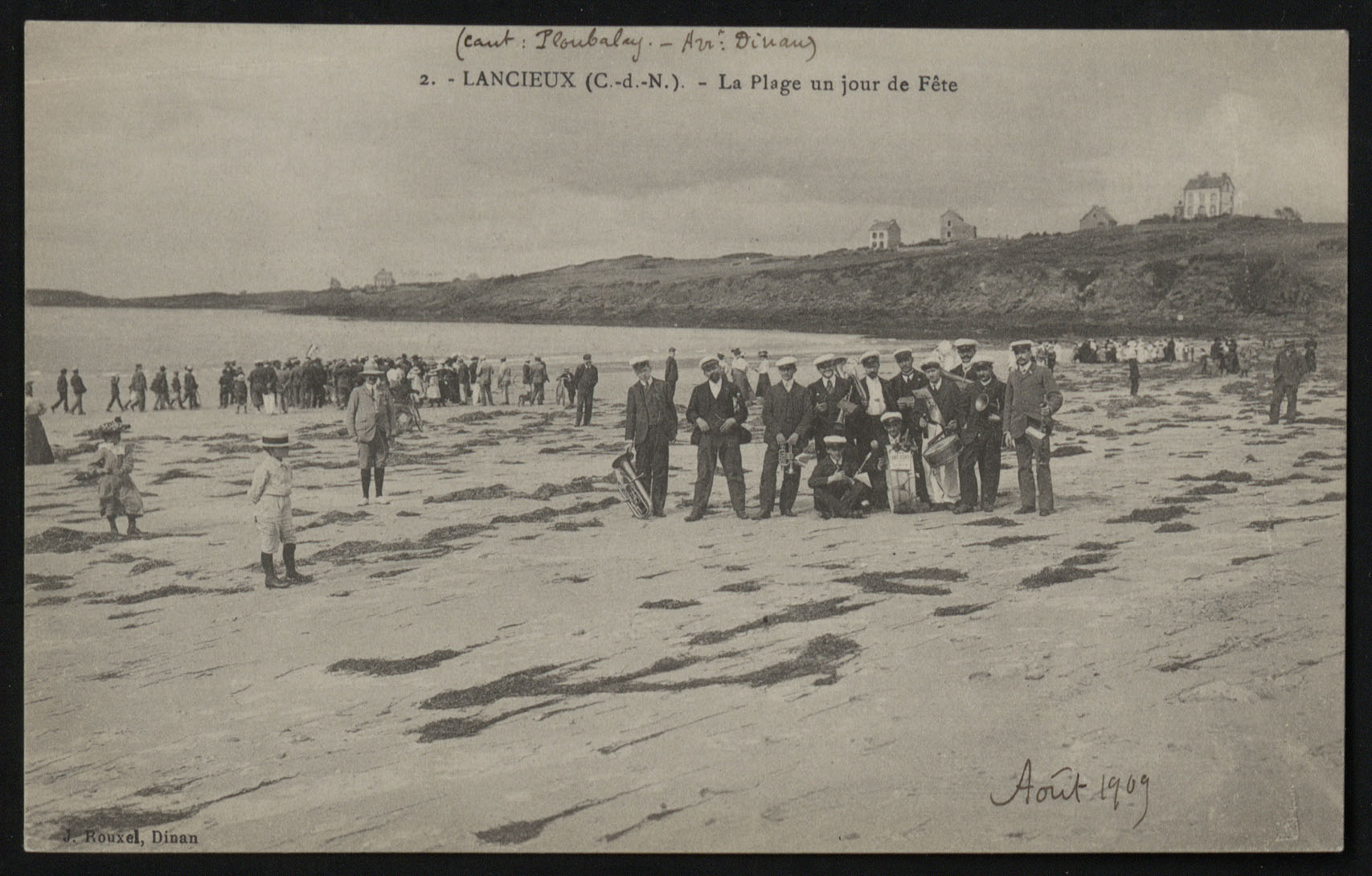
Une plage de Lancieux un jour de fête vers 1909.

Paul Gruyer écrit en 1911 que Lancieux est « une petite station balnéaire familiale et tranquille ». Pour s'y rendre «on peut depuis Dinard prendre le tramway à vapeur jusqu'à Saint-Briac, et, de là (à pied seulement) gagner Lancieux en passant l'estuaire du Frémur en bac à mer haute, à pied sec à mer basse ».

#### La Première Guerre mondiale
Le monument aux morts de Lancieux porte les noms de 31 soldats morts pour la Patrie pendant la Première Guerre mondiale : parmi eux, un (François Pezron) est mort en 1915 lors de la bataille de Sedd-Ul-Bahr (Turquie) ; un (Joseph Riou) est mort lors du naufrage du cuirassé Danton le 19 mars 1917 en mer Tyrrhénienne ; un (Francis Riou) est mort en Belgique en 1917 ; la plupart des autres sont morts sur le sol français, dont François Josselin, sous-lieutenant, mort des suites de ses blessures le 19 septembre 1915 à Sainte-Menehould (Marne), décoré de la Légion d'honneur et de la Croix de guerre et Pierre Lequéret, aussi sous-lieutenant, tué à l'ennemi le 20 août 1917 à Champneuville (Meuse), chevalier de la Légion d'honneur.

#### L'Entre-deux-guerres
Un décret du 13 décembre 1921 autorise la création d'un bureau de bienfaisance à Lancieux.

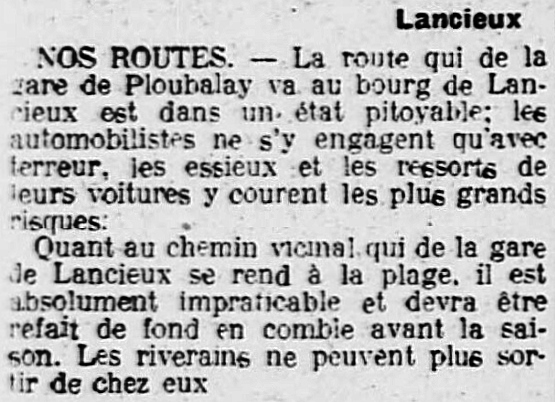
Article du journal L'Ouest-Éclair du 6 mars 1928 décrivant le piteux état des routes desservant Lancieux.

En août 1926 les pêcheurs de Lancieux, qui « n'ont que leurs barques et leurs filets comme moyens d'existence » protestèrent contre deux Parisiens en villégiature à Lancieux qui commencèrent à pratiquer la pêche de manière intensive «armés de filets de pêche spéciaux et de lignes de fond » car « ils ont entrepris de rafler tous les poissons et crustacés de la côte, pour les expédier le diable sait où ».

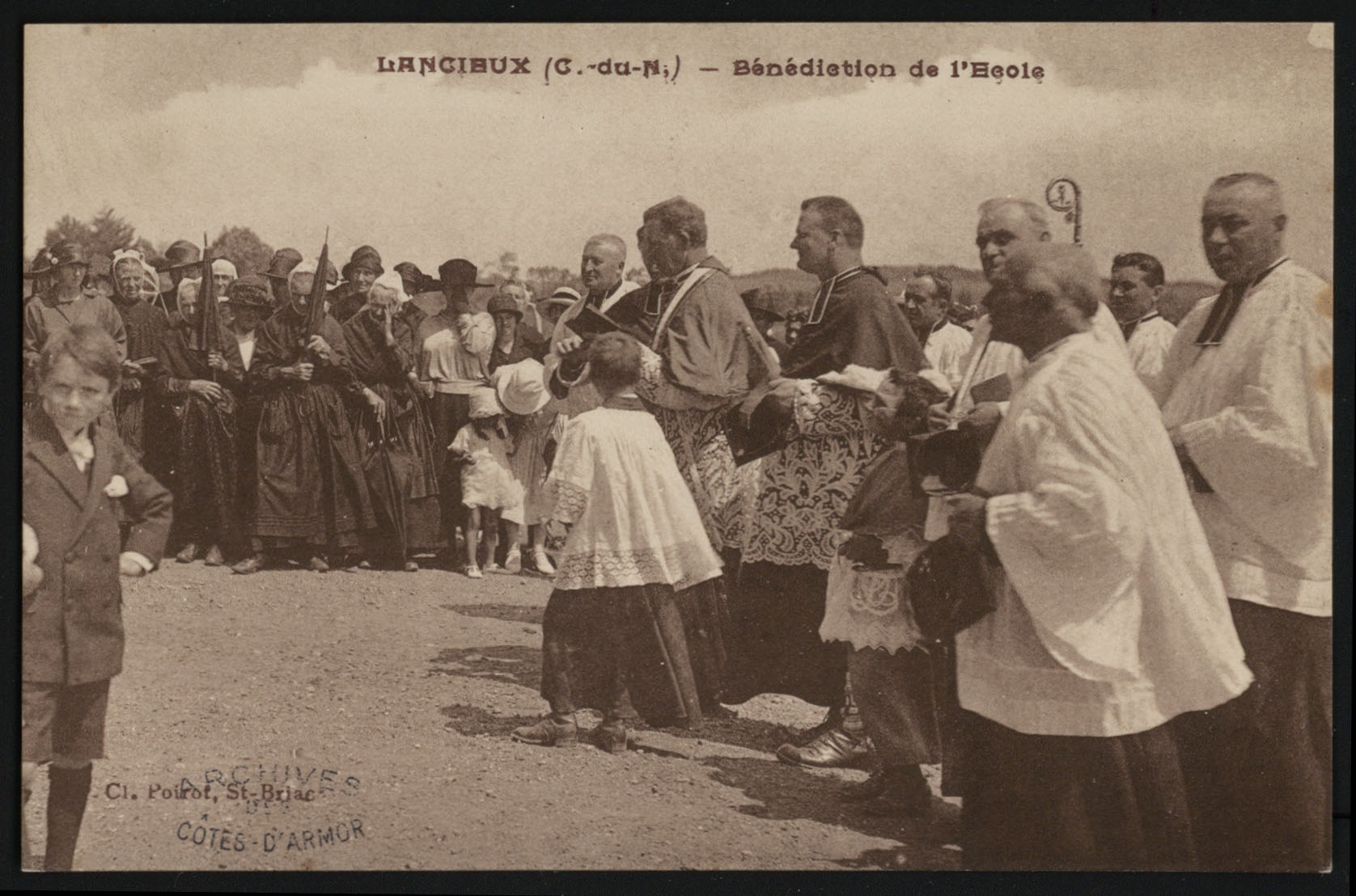
Lancieux : la bénédiction de l'école privée (vers 1930 ?).
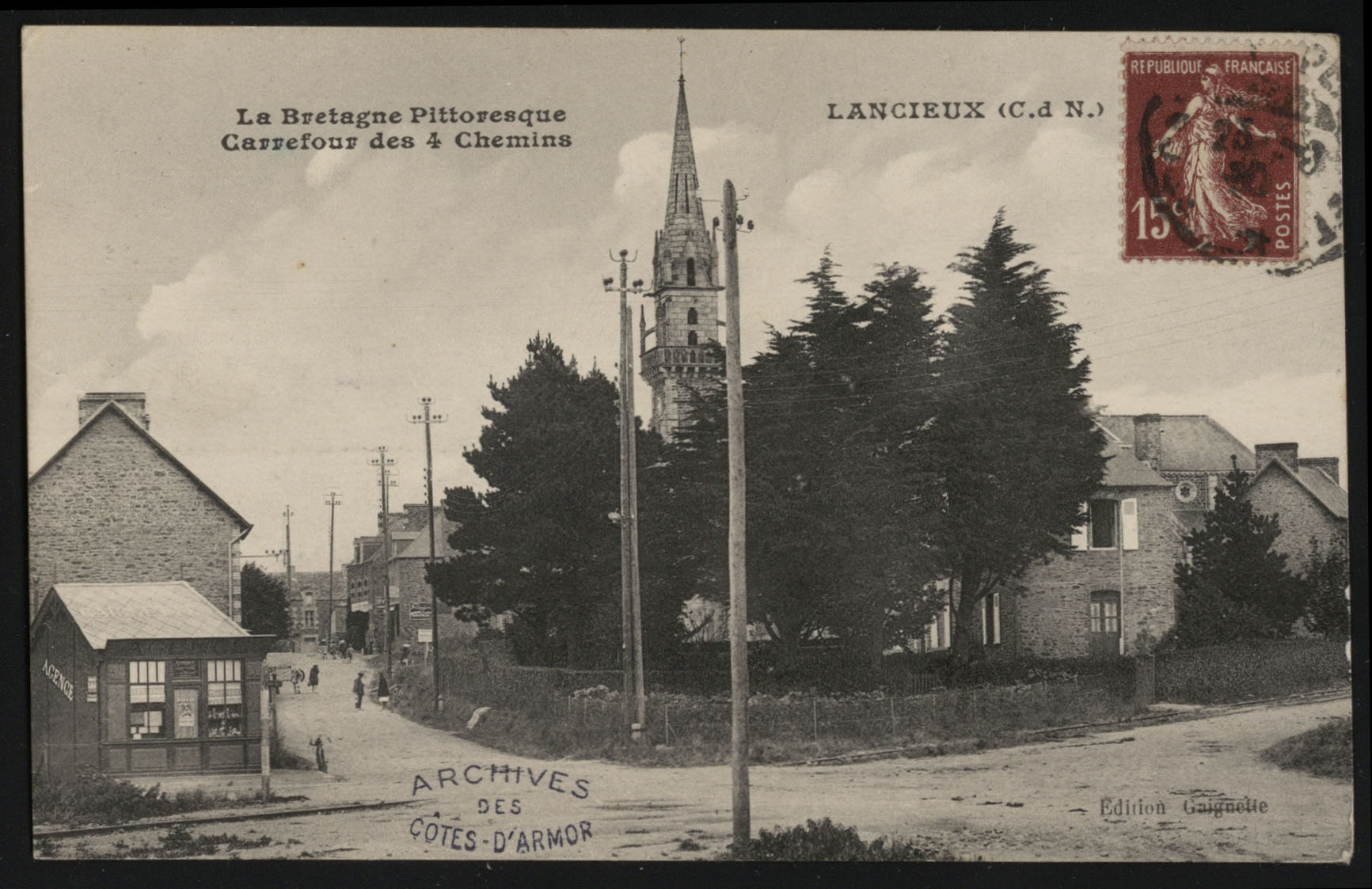
Lancieux : le carrefour des Quatre Chemins.
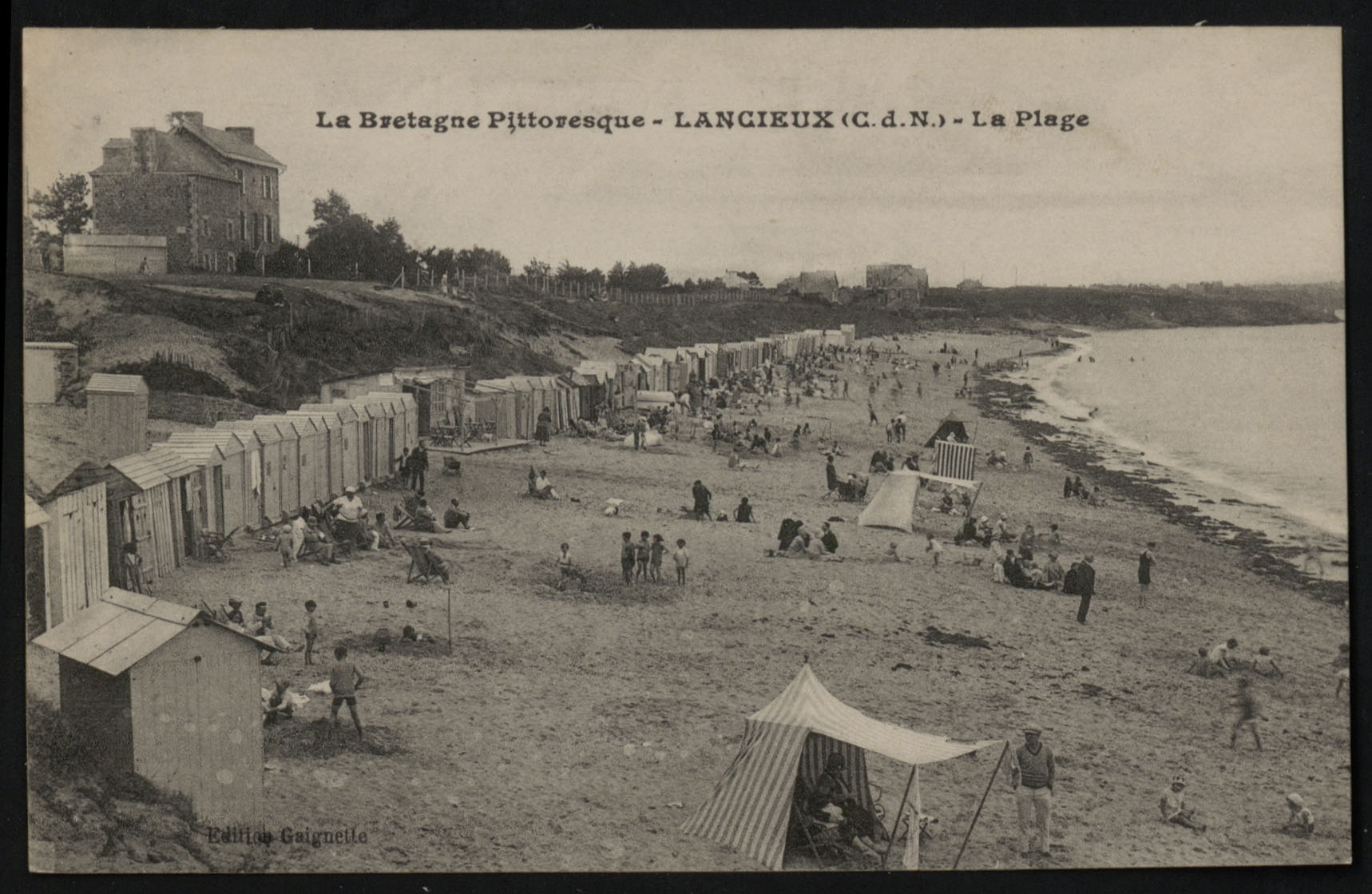
Une plage de Lancieux vers 1930.
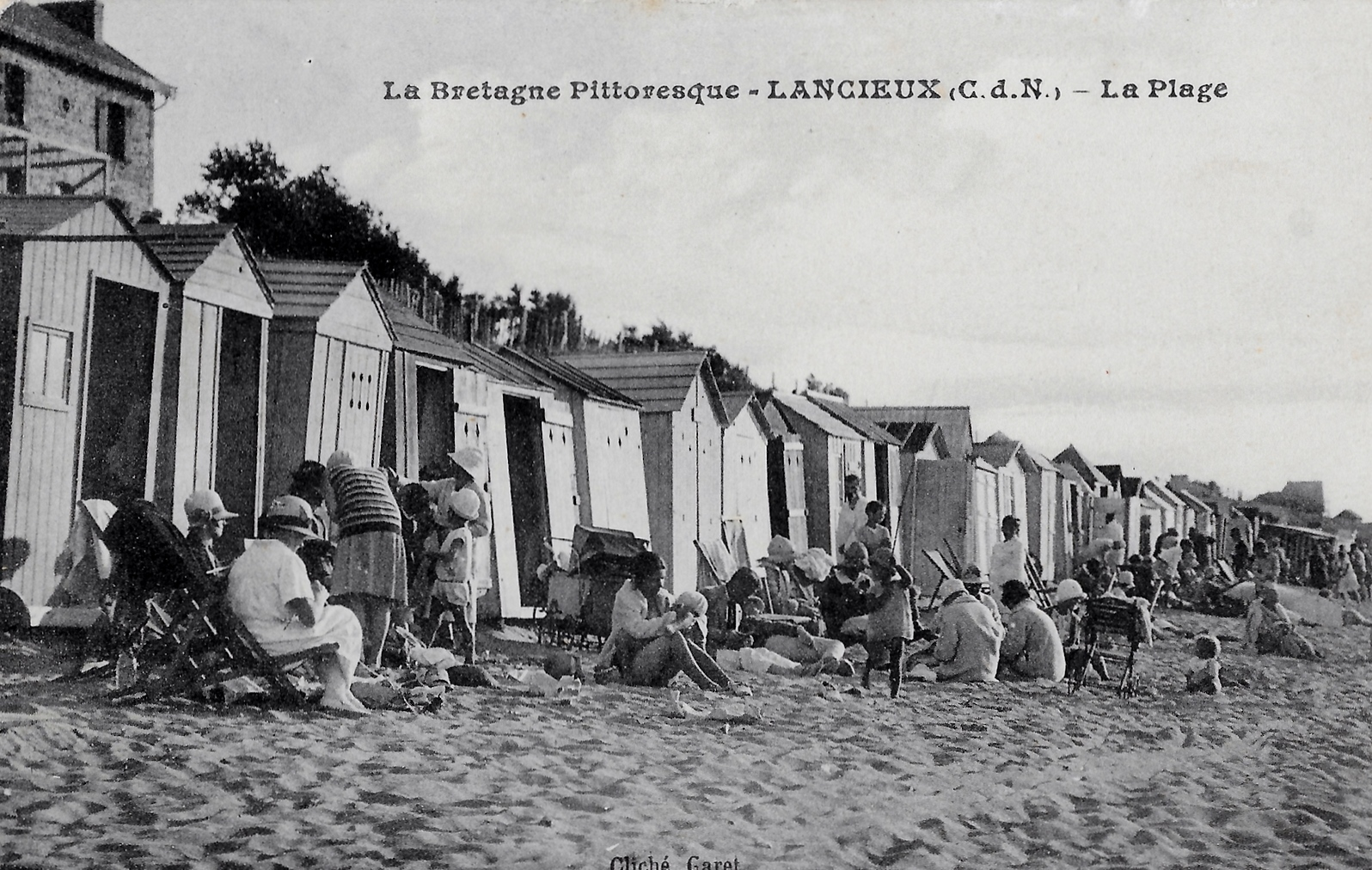
Une plage de Lancieux vers 1935.
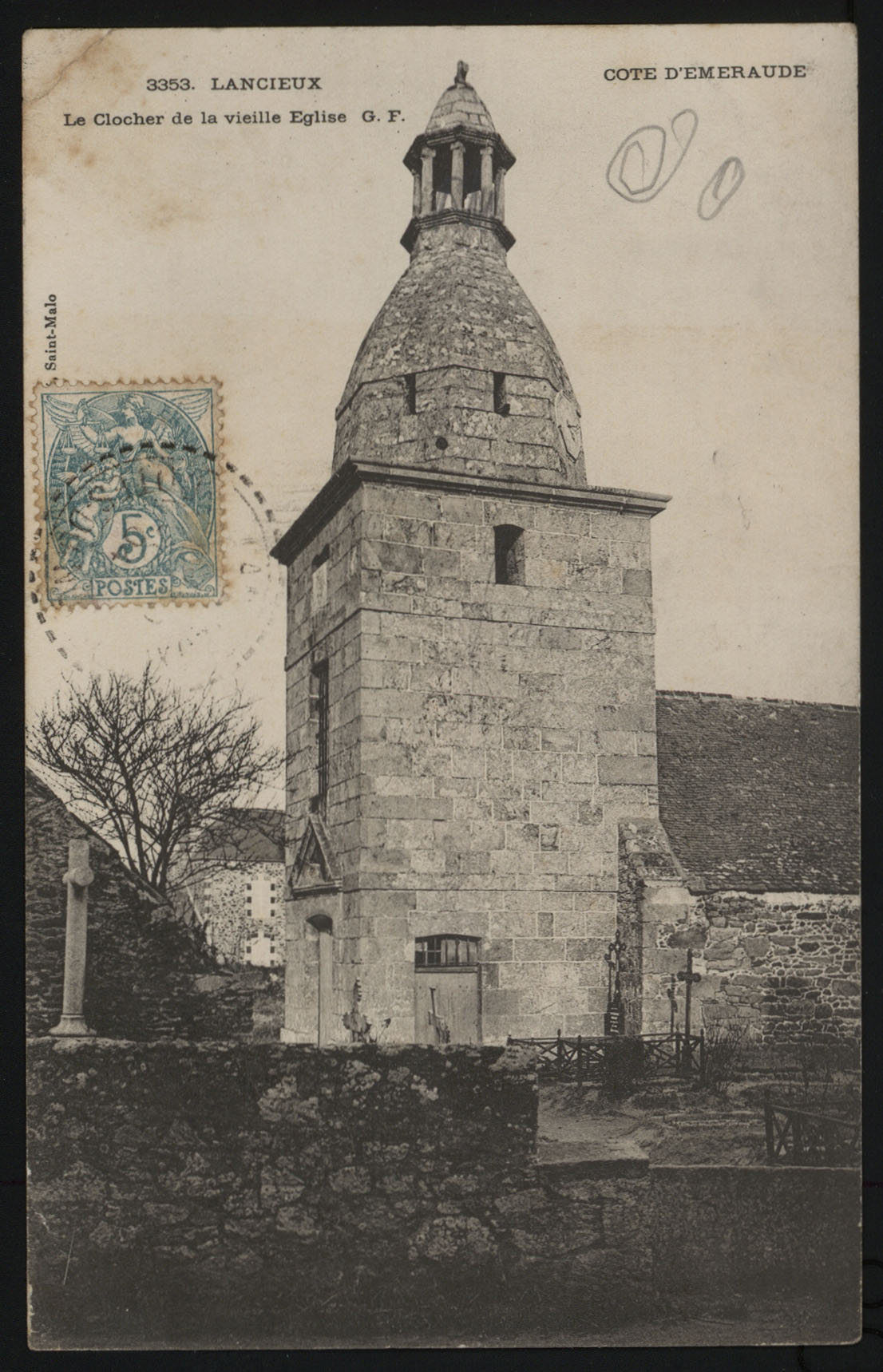
Lancieux : villas de bord de mer vers 1930.
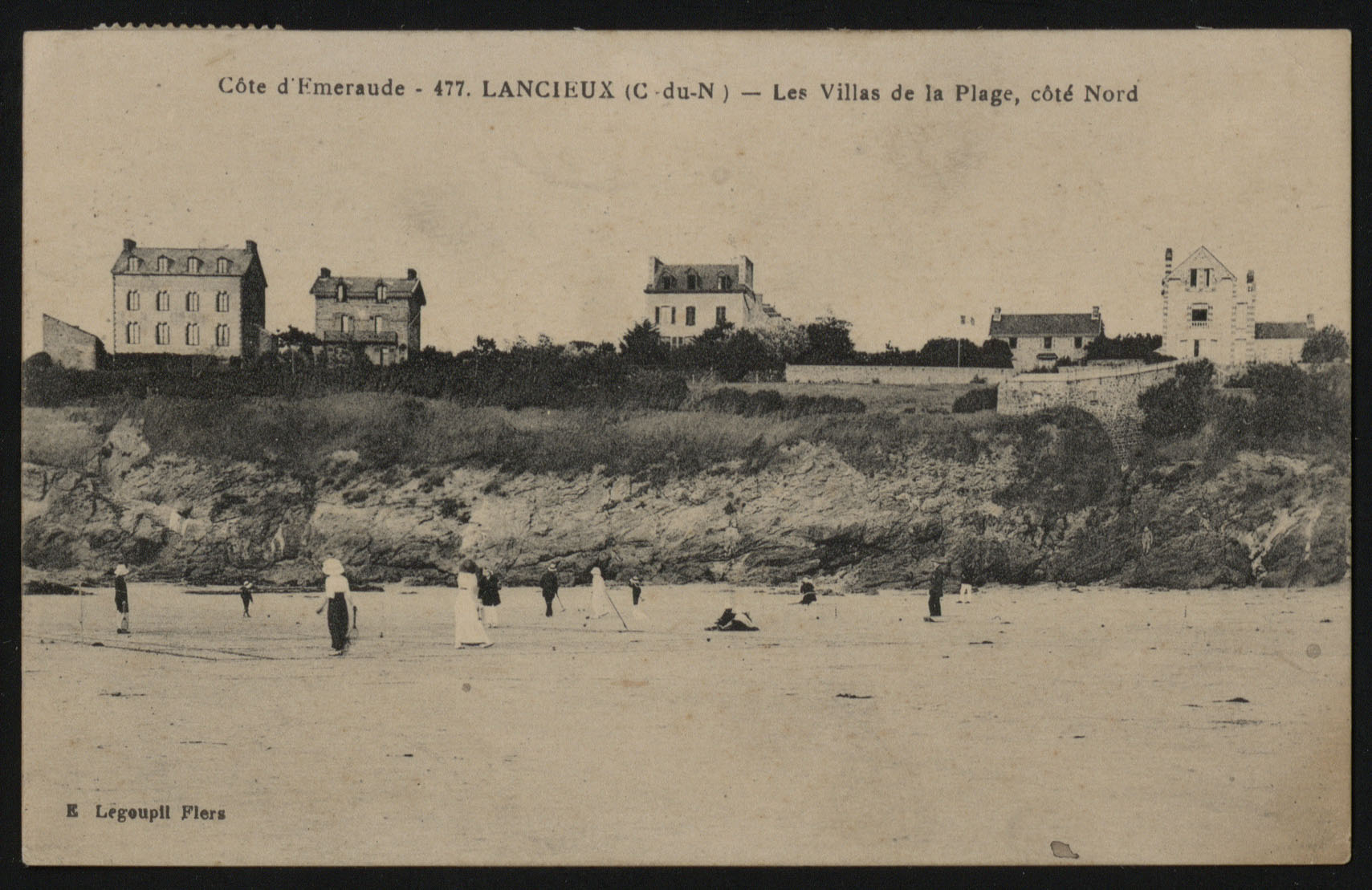
Lancieux : villas de bord de mer vers 1930.

Les travaux d'électrification de la commune de Lancieux s'achevèrent en février 1927.

##### L'inauguration du monument aux morts
L'inauguration du monument aux morts de Lancieux se déroula le 16 novembre 1930 ; le monument fut conçu par Eugène Gallée, sculpteur à Évran ; « en bas-relief, sur un socle de granite de Lanhélin, de 1 m 90  de long sur 1 m 20 de haut, et du poids de 4 tonnes, un Poilu est à demi étendu, tenant encore un fusil avec sa main défaillante. Sur sa figure crispée par les affres de la mort, ses yeux se dirigent en une ultime vision vers son pays natal dont on aperçoit le fin clocher se profilant sur la Baie de Lancieux. Un bâtiment de guerre au second plan rappelle que nos côtes furent toujours des pépinières de rudes marins et de courageux soldats ».

##### La ligne de tramway desservant Lancieux

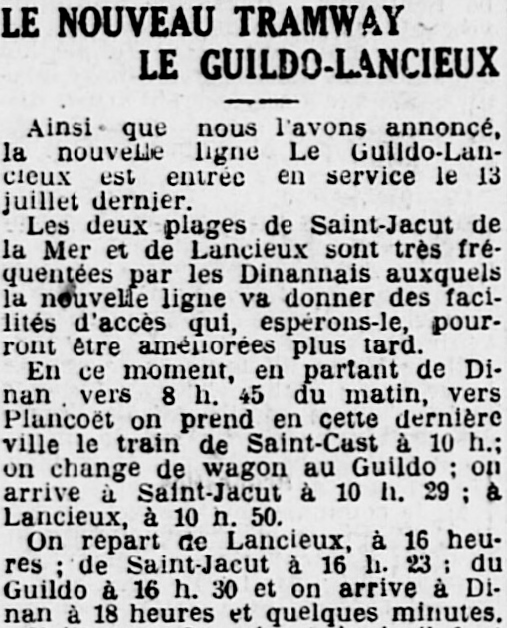
L'ouverture de la ligne de tramway Le Guildo-Lancieux le 13 juillet 1926 (journal L'Ouest-Éclair du 19 juillet 1926).

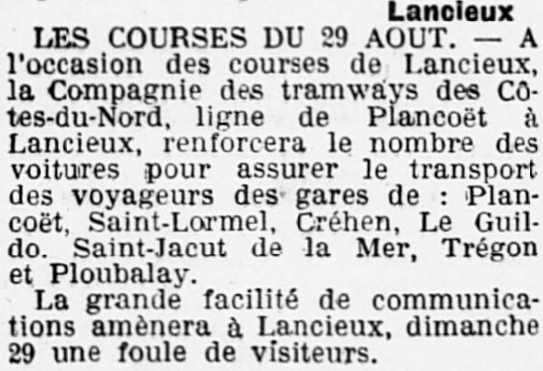
Les courses hippiques de Lancieux du 29 août 1926 dont le succès fut favorisé par l'ouverture de la ligne de tramway (journal L'Ouest-Éclair du 26 août 1926)

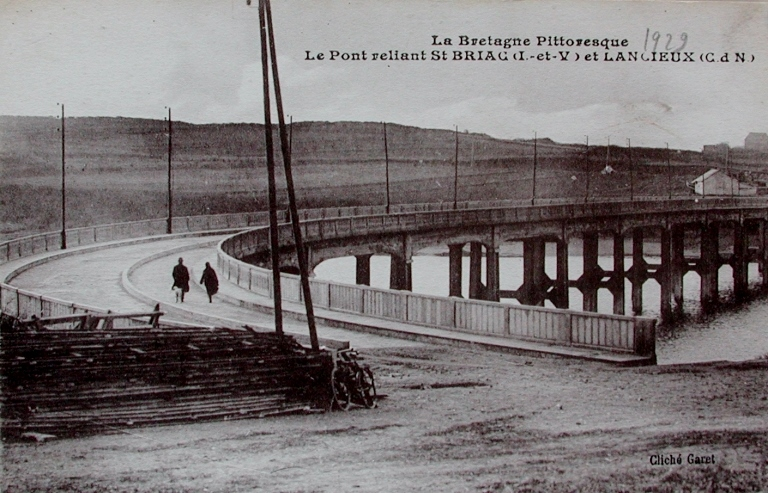
Le pont sur le Frémur (carte postale, 1929).

La ligne de Saint-Briac-sur-Mer au Guildo a été inaugurée le 14 juillet 1926 jusqu'à Lancieux et fermée le 15 février 1939. Elle mesurait 11 km jusqu'à la gare de Lancieux. Elle a été déclassée le 27 avril 1939.
Entre Ploubalay et Lancieux, la ligne longeait la route puis elle continuait en site propre pour rejoindre la gare de Notre-Dame-du-Guildo. Cette gare permettait la correspondance avec la ligne Saint-Cast-le-Guildo - Plancoët.
Cette ligne permettait de rejoindre le département d'Ille-et-Vilaine et le tramway de Saint-Briac à Dinard. Toutefois le pont sur le Frémur (seul ouvrage d'art de la ligne - situé entre Lancieux et Saint-Briac-sur-Mer) ne fut terminé qu'en 1928 au moment où la ligne du tramway fermait, car les polémiques concernant la construction de la ligne en front de mer ("Balcon d'Émeraude") retardèrent les travaux. La jonction ne fut donc jamais réalisée. La section entre Lancieux et Saint-Briac-sur-Mer fut ouverte seulement en 1932. Située à l'extrémité du pont, la gare de Saint-Briac-sur-Mer ne fut jamais achevée : il n'y eut aucun bâtiment construit.
Ce fut l'une des lignes les plus éphémères du réseau (à peine 13 ans d'existence).

#### La Seconde Guerre mondiale
Le monument aux morts de Lancieux porte les noms de 9 personnes mortes pour la France pendant la Seconde Guerre mondiale ; parmi elles Narcisse Lemoigne, marsouin, est mort des suites de ses blessures dès le 13 septembre 1939 à Saint-Louis-lès-Bitche (Moselle) ; Jean Chardot, quartier-maître canonnier, est mort lors du naufrage du torpilleur Orage le 23 mai 1940 ; plusieurs résistants ont été tués : Joseph Abbé a été fusillé à Pleurtuit le 5 août 1944, Émile Riou est exécuté par les Allemands le 14 août 1944 à Pleurtuit, Victor Hamoniaux est tué par un obus le 14 août 1944 devant l'église de Ploubalay, Fernand Brouard a été tué le 19 septembre 1944 à Lancieux.
Plusieurs arches du pont, devenu un pont routier, sautèrent en août 1944 à la Libération. La passerelle de la fin du XIXe siècle est alors provisoirement remise en service. Ce pont est réparé et ré-ouvert à la circulation.

#### L'après Seconde Guerre mondiale
Pierre Dauchamps écrit en 1947 que « bien que proche de Dinard, Lancieux n'est pas le prolongement de [cette] plage mondaine » et qu'on trouve deux hôtels à Lancieux :« l'Hôtel de la Plage, confortable» et « l'Oasis, où le garage est gratuit et où l'on trouve aussi le confort désirable ».
Un soldat originaire de Lancieux (Pierre Dagorne) est mort pour la France lors de la Guerre d'Indochine et 3 (Marie Ange Budé, Louis Grabot et Marcel Poulard) pendant la Guerre d'Algérie.
Le 29 août 1952 un estivant trouva dans une grotte dite "grotte aux Fées" de la Pointe du Buglais un squelette qui s'avéra être celui de Jean Hesry, retraité des douanes et gardien de l'île des Ébihens, qui avait disparu depuis plusieurs semaines. Un crime fut suspecté et le mystère fut évoqué dans la presse nationale.
Le pont sur le Frémur est détruit en 1979 et remplacé en 1980 par un nouveau pont, plus large et orienté avec un tracé différent.

## Héraldique

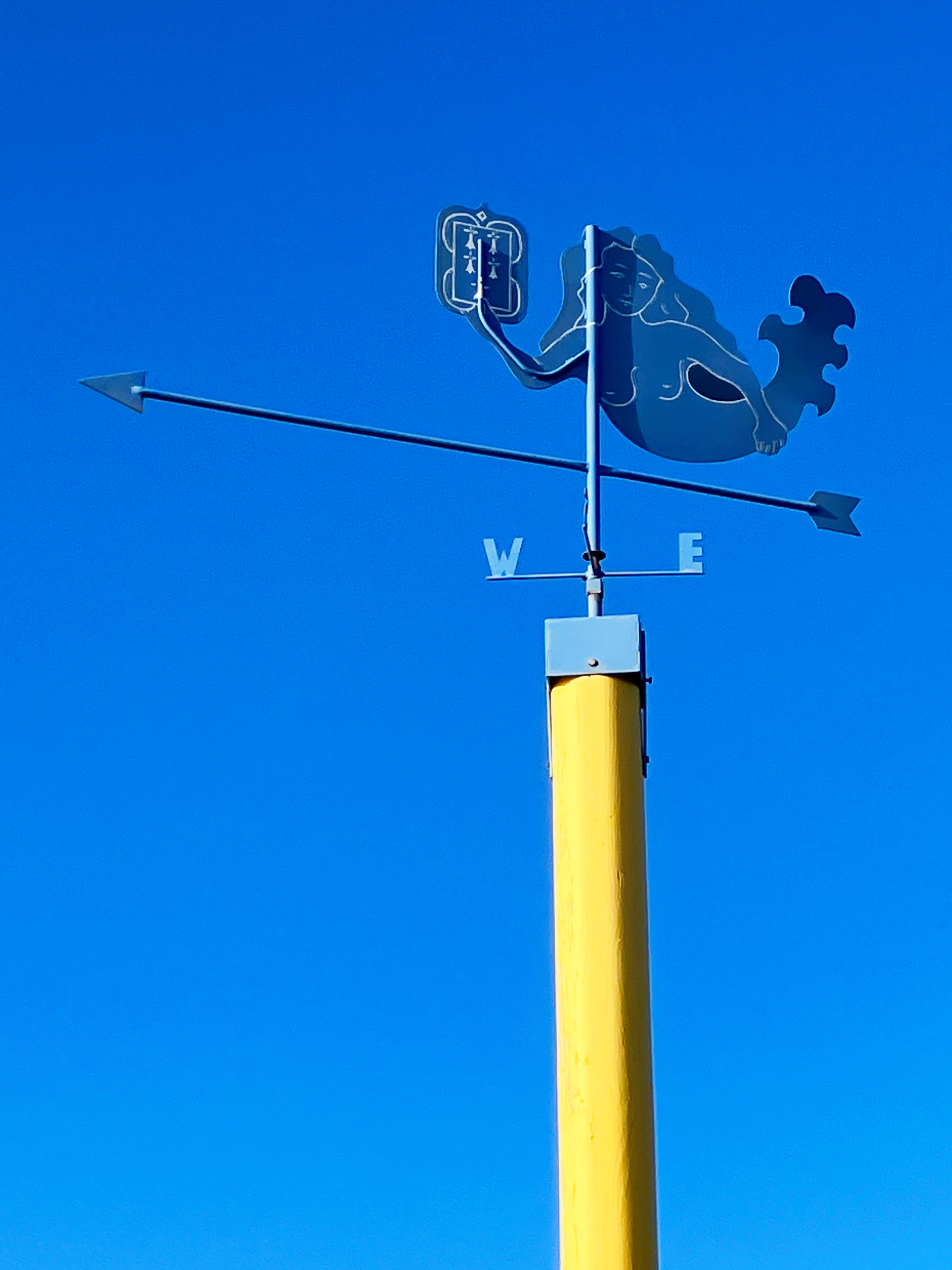
La girouette fixée au sommet du poteau au bout de la jetée de la plage de l’Islet. Elle représente la sirène que l’on retrouve sur le blason Lancieutin.

| Blason | Blasonnement : Parti d'azur et de gueules à la sirène du lieu d'or brochant en fasce sur la partition, au chef d'hermine. |

## Politique et administration
| Période                                  | Période     | Identité          | Étiquette | Qualité                                                                      |
| ---------------------------------------- | ----------- | ----------------- | --------- | ---------------------------------------------------------------------------- |
|                                          | 1793        | Pierre Ouanson    |           |                                                                              |
| 1793                                     | 1795        | Jean Ouanson      |           | Charpentier et laboureur. Fils de Pierre Ouanson, premier maire de Lancieux. |
| 1797                                     | 1799        | René Berrest      |           | Laboureur.                                                                   |
| 1799                                     | 1801        | Pierre Dagorne    |           | Laboureur.                                                                   |
| 1801                                     | 1807        | Henry Samson      |           |                                                                              |
| 1808                                     | 1827        | Philippe Besrest  |           | Emprisonné lors de la Terreur. Propriétaire.                                 |
| 1828                                     | 1844        | Philippe Besrest  |           | Fils de Philippe Besrest, maire précédent. Laboureur.                        |
| 1844                                     | 1851        | Louis Juhel       |           | Célibataire.                                                                 |
| 1851                                     | 1852        | Louis Lhôtellier  |           | Cultivateur propriétaire et marin.                                           |
| 1852                                     | 1886        | Pierre Lhôtellier |           | Cultivateur propriétaire. Fils de Louis L'Hôtellier, maire précédent.        |
| 1886                                     | 1904        | Pierre Dagorne    |           | Cultivateur. Petit-fils de Pierre Dagorne, maire entre 1799 et 1801.         |
| 1904                                     | 1919        | Jules Jeunet      |           | Tailleur.                                                                    |
| 1919                                     |             | Julien Renault    |           | Laboureur.                                                                   |
|                                          |             |                   |           |                                                                              |
| avant 1939                               | avant 1946  | Henri Samson      |           |                                                                              |
|                                          |             |                   |           |                                                                              |
| avant 1952                               | après 1952  | Jean Conan        |           | Instituteur.                                                                 |
| 1958                                     | mars 1989   | Eugène Coualan    |           |                                                                              |
| mars 1989                                | mars 2001   | Guy Bétaux        | DL        | Agriculteur à la Mettrie.                                                    |
| mars 2001                                | 23 mai 2020 | André Gilbert     | DVD       | Retraité                                                                     |
| 23 mai 2020                              | En cours    | Delphine Briand,  | SE        | Aide-soignante en EHPAD                                                      |
| Les données manquantes sont à compléter. |             |                   |           |                                                                              |

## Démographie
L'évolution du nombre d'habitants est connue à travers les recensements de la population effectués dans la commune depuis 1800. Pour les communes de moins de 10 000 habitants, une enquête de recensement portant sur toute la population est réalisée tous les cinq ans, les populations de référence des années intermédiaires étant quant à elles estimées par interpolation ou extrapolation. Pour la commune, le premier recensement exhaustif entrant dans le cadre du nouveau dispositif a été réalisé en 2005.

En 2022, la commune comptait 1 602 habitants, en évolution de +5,81 % par rapport à 2016 (Côtes-d'Armor : +1,78 %, France hors Mayotte : +2,11 %).
| 1800 | 1806 | 1821 | 1831 | 1836 | 1841 | 1846 | 1851 | 1856 |
| ---- | ---- | ---- | ---- | ---- | ---- | ---- | ---- | ---- |
| 770  | 818  | 741  | 829  | 896  | 880  | 885  | 870  | 844  |

| 1861 | 1866 | 1872 | 1876 | 1881 | 1886 | 1891 | 1896 | 1901 |
| ---- | ---- | ---- | ---- | ---- | ---- | ---- | ---- | ---- |
| 831  | 822  | 795  | 822  | 828  | 780  | 780  | 787  | 777  |

| 1906 | 1911 | 1921 | 1926 | 1931  | 1936  | 1946  | 1954  | 1962  |
| ---- | ---- | ---- | ---- | ----- | ----- | ----- | ----- | ----- |
| 771  | 791  | 772  | 841  | 1 020 | 1 035 | 1 170 | 1 068 | 1 185 |

| 1968  | 1975  | 1982  | 1990  | 1999  | 2005  | 2006  | 2010  | 2015  |
| ----- | ----- | ----- | ----- | ----- | ----- | ----- | ----- | ----- |
| 1 214 | 1 084 | 1 156 | 1 245 | 1 220 | 1 298 | 1 330 | 1 494 | 1 517 |

| 2020  | 2022  | - | - | - | - | - | - | - |
| ----- | ----- | - | - | - | - | - | - | - |
| 1 582 | 1 602 | - | - | - | - | - | - | - |

## Lieux et monuments
- L'église Saint-Cieux : elle a été construite en 1900 par l'architecte Ernest Le Guerranic, remplaçant l'église antérieure qui datait de 1720. Elle est en forme de croix latine ; elle comprend une nef, flanquée de bas-côtés de cinq travées, un transept et un chœur. En raison de "nombreuses fissures" apparues à l'intérieur et à l'extérieur de l'édifice, l'église est fermée au public par arrêté en août 2023. Les offices religieux se déroulent donc provisoirement dans les églises voisines de Ploubalay et Saint-Jacut-de-la-Mer.

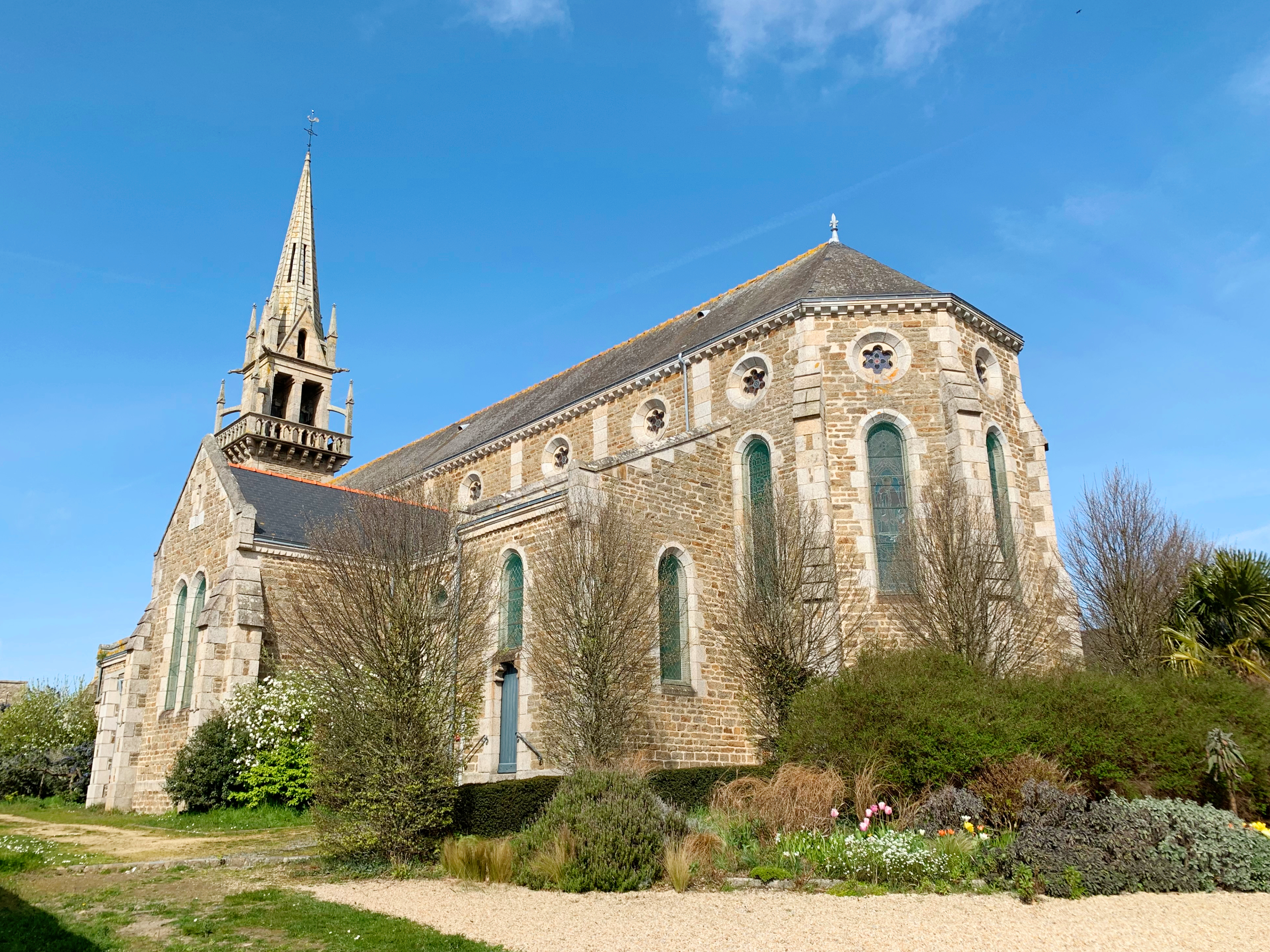
Le chevet de l'église Saint-Cieux de Lancieux.
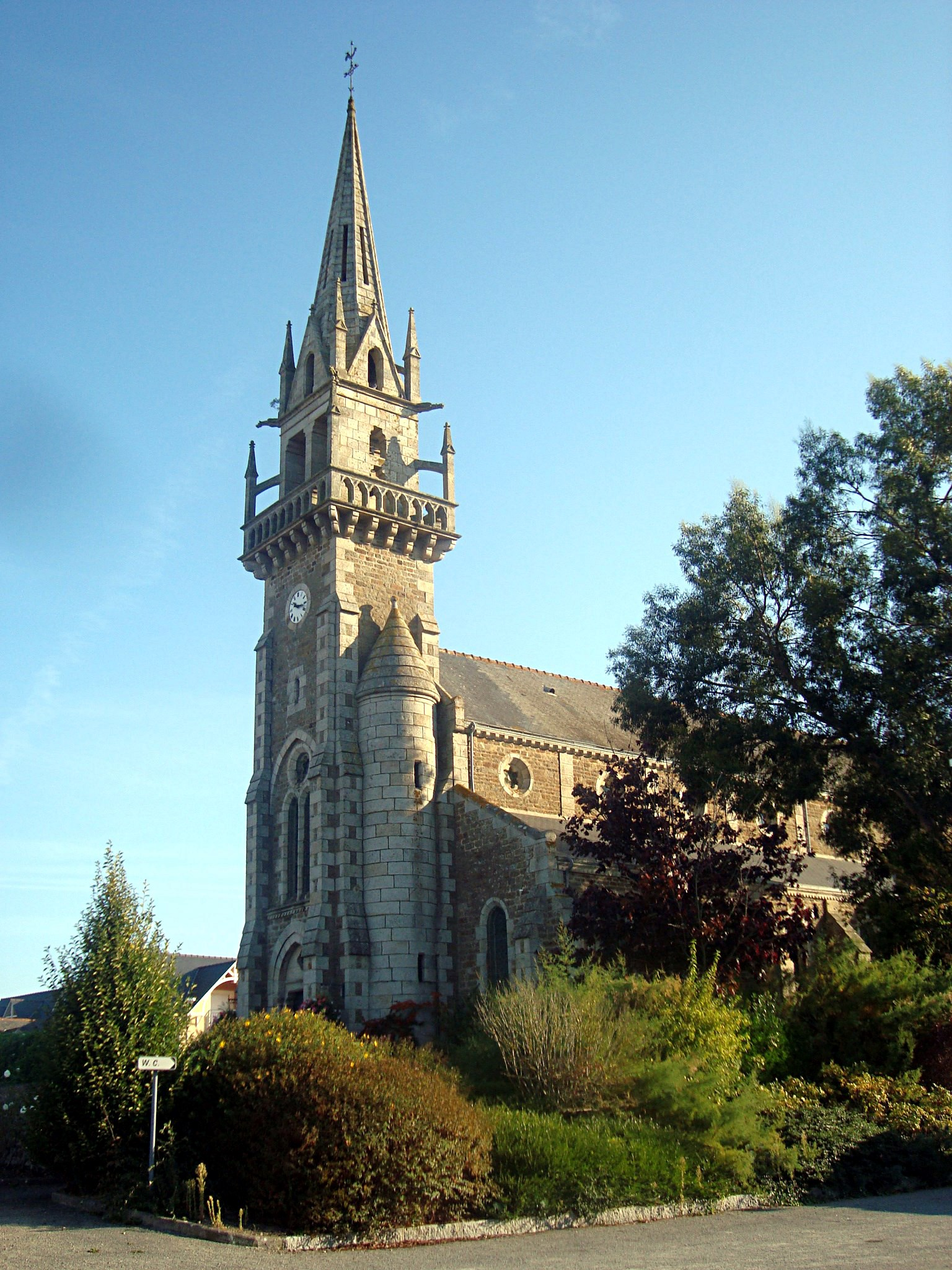
Église Saint-Cieux (1900-1902).
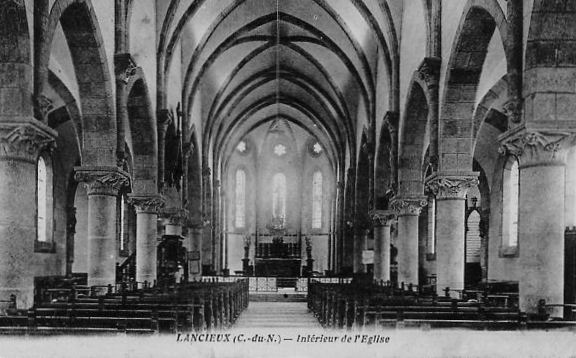
Vue intérieure de l'église vers 1930 (carte postale).

La commune compte deux monuments historiques :
- Le moulin de Buglais, situé sur les hauteurs du village, en bordure de la route menant à Ploubalay, est un moulin à vent construit au XVIe siècle par les moines de Saint-Jacut-de-la-Mer. En activité jusqu'en 1945, il a été acheté par la commune en 1973 et restauré en 1976. Il est devenu depuis l'emblème du village. Ce moulin a été inscrit par arrêté du 9 septembre 1975[62] ;

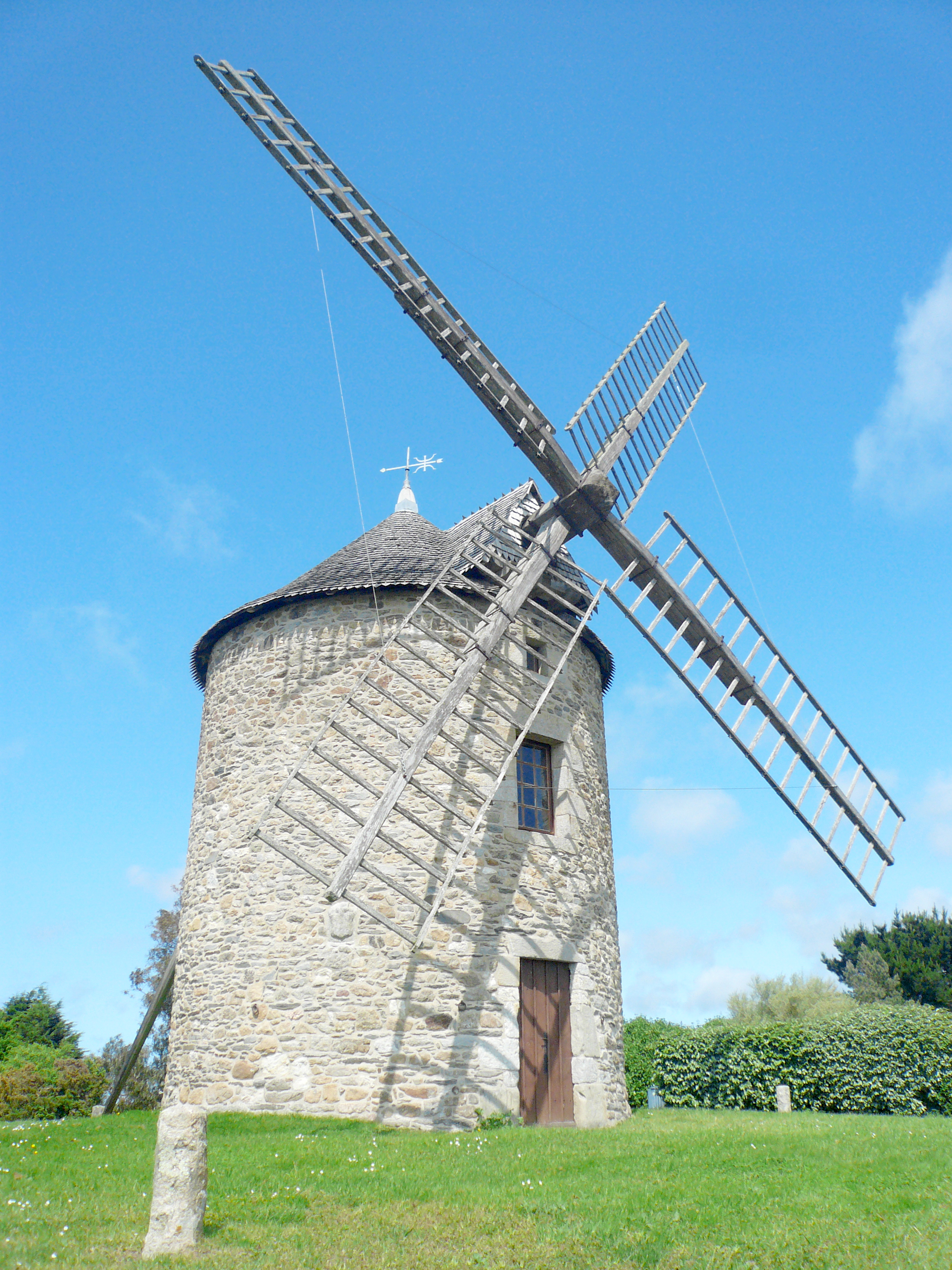
Le moulin de Buglais.
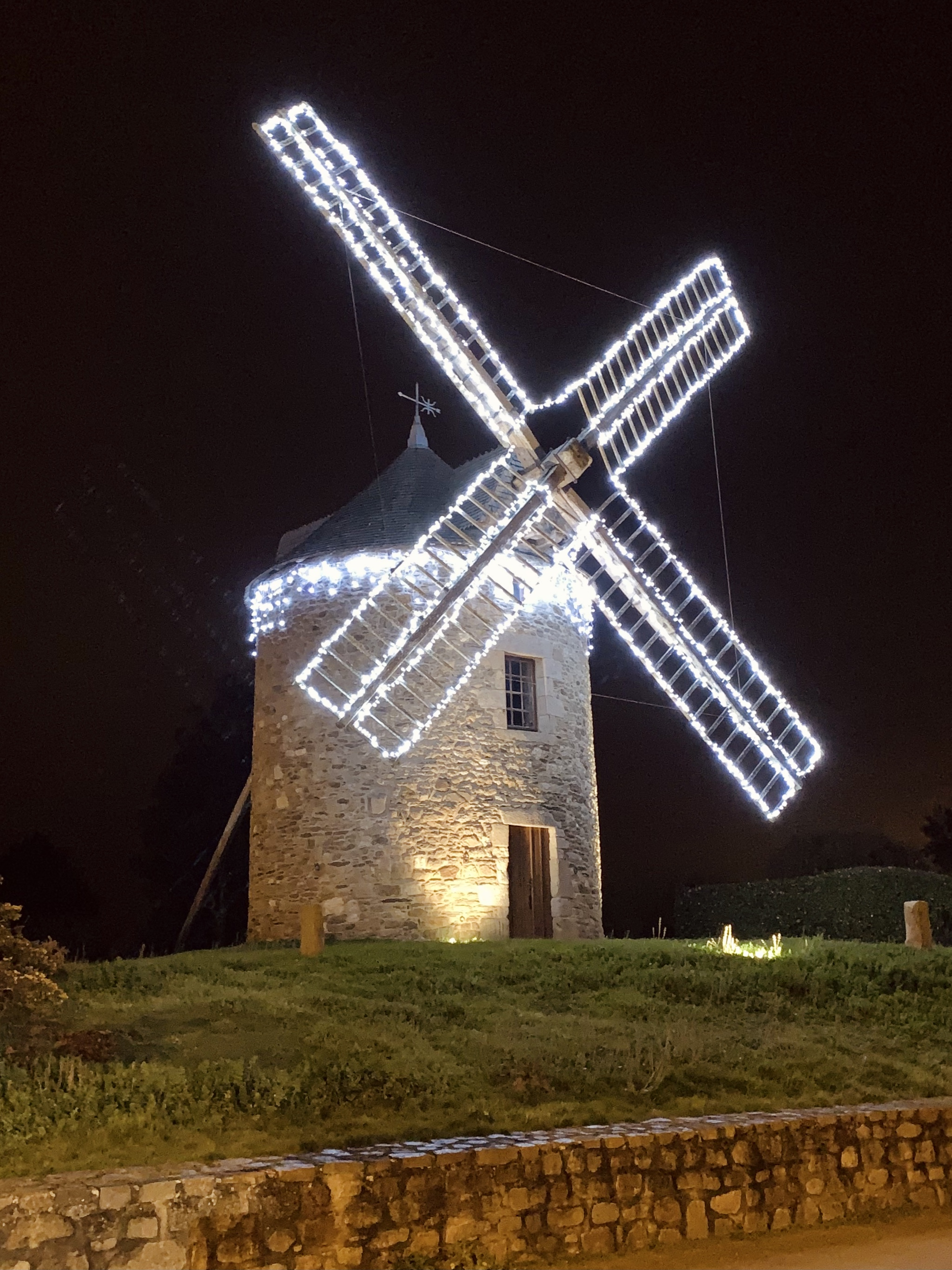
Le moulin avec les illuminations de Noël.

- Les vestiges de la vieille église, notamment son clocher construit en 1740 ; l'ancienne église romane a été détruite en 1904. Les restes de cette ancienne église ont été inscrits par arrêté du 21 décembre 1925[63].

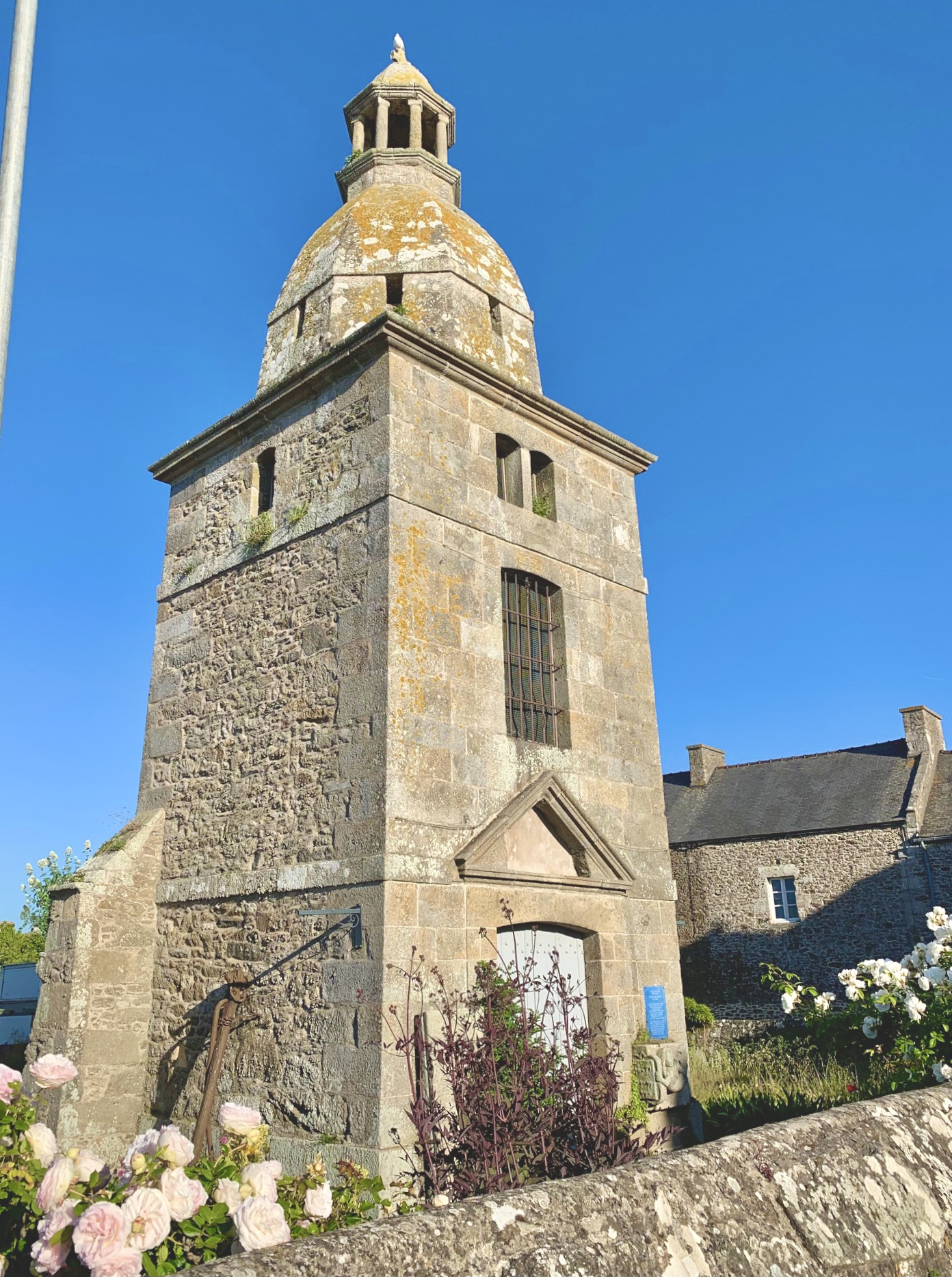
Le clocher de la vieille église.

Sites naturels :
- Le tertre Corlieu dans la baie de Lancieux est protégé par un arrêté de protection de biotope depuis le 6 mars 1995[64]. Le conservatoire du littoral veille sur les lieux grâce à l'usage des ganivelles (barrières) qui régénèrent la dune[65].
- Une partie importante des marais des rives du Frémur a également été acquise par le conservatoire du littoral[66].
- Les marais et polders de Lancieux abritent une faune et une flore remarquables (voir la fiche descriptive ZNIEFF[67]). Une grande partie en a déjà été acquise par le Conservatoire du littoral. L'ensemble de ces espaces naturels appartient à la baie de Lancieux, classée en ZNIEFF type II[67]. La baie de Lancieux appartient elle-même à un territoire beaucoup plus vaste classé en site Natura 2000[68]. Le projet Adapto[69] (financé par le programme Life) qui se déroule d'octobre 2017 à décembre 2021, mène une réflexion sur l'évolution future et les aménagements potentiels de la baie de Lancieux, les marais et polders de Lancieux sont directement concernés par ce projet.

- Le moulin à marée de Rochegoude.

- Les plages de Briantais, de Buglais, de Saint-Cieux, de l'Islet, de la Moule, de la Cerisaie et du Rieul.

Autres sites :
- La Borne milliaire de Lancieux.
- Les manoirs de la Roche-Glé et de la Touche.
- Plusieurs croix et calvaires, dont la Croix-Sergeul.

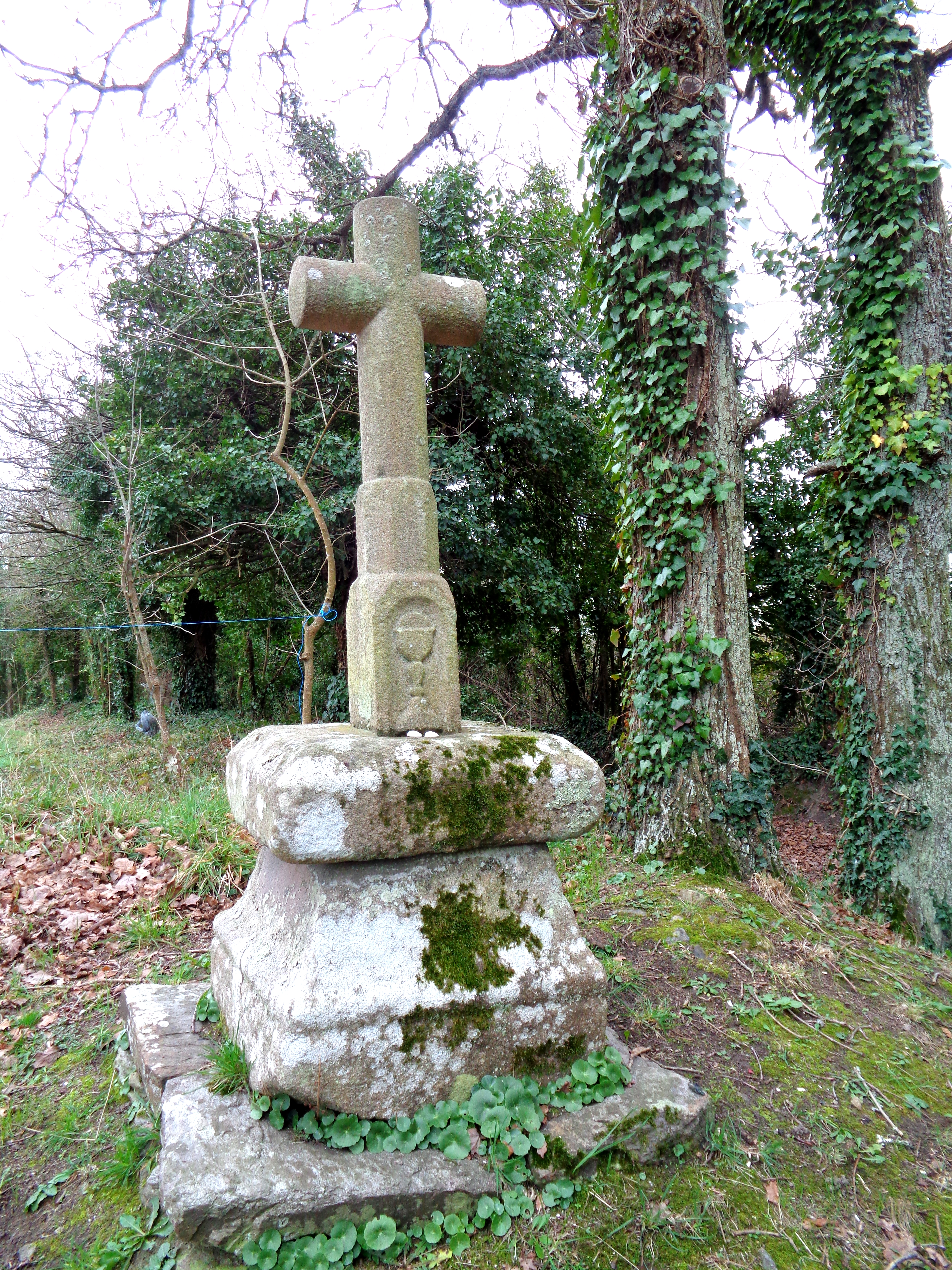
Croix en granite du début du XXe siècle reposant sur un socle plus ancien (XVIIe siècle ?).

## Jumelages
- Oreye (Belgique)
- Whitehorse (Canada)
- Saint-Briac-sur-Mer (France)

## Légende

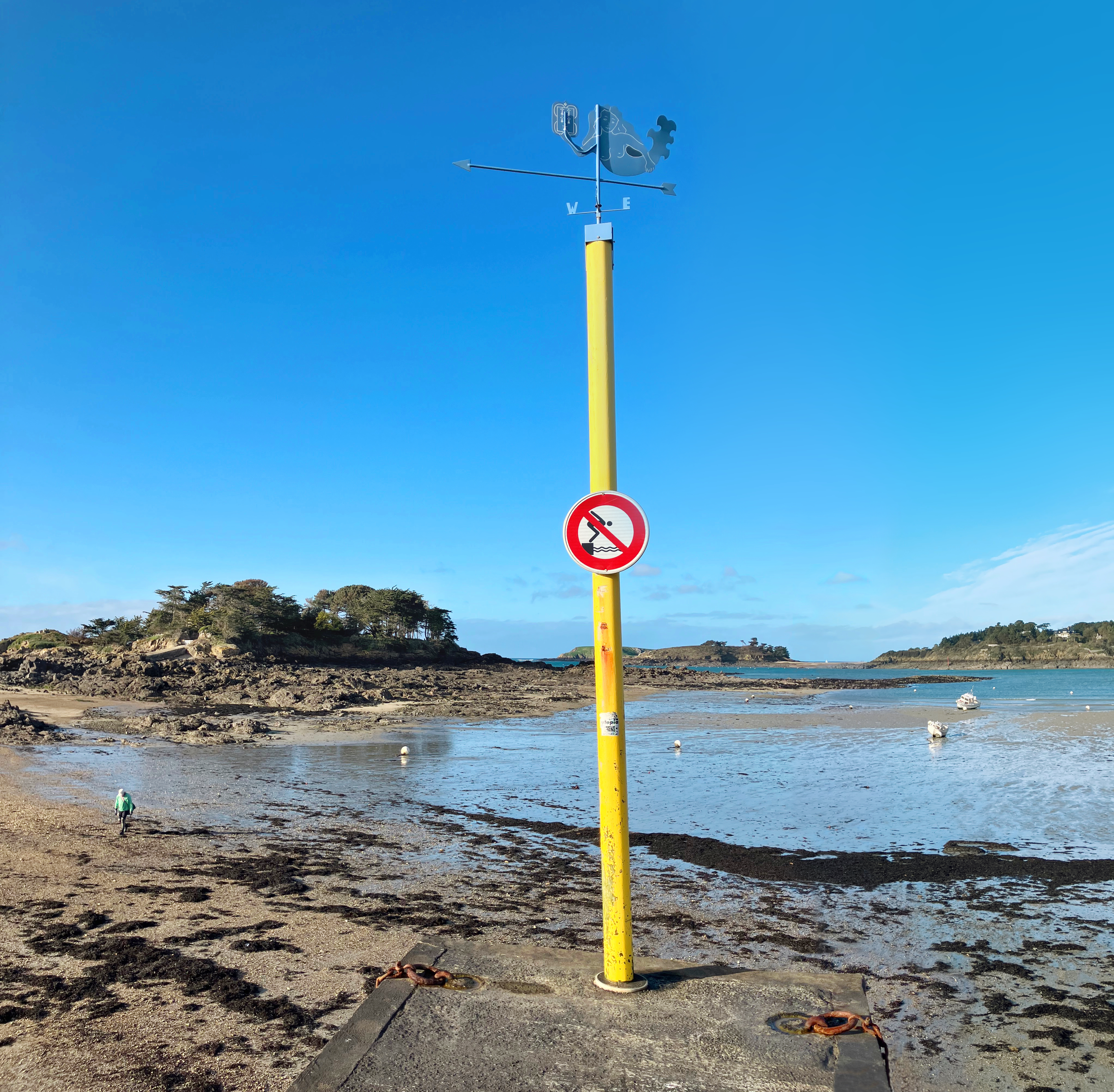
La plage de l’Islet, et celui-ci à gauche, au bout de la jetée où se trouve ce poteau jaune surmonté d’une girouette métallique bleue représentant la sirène, emblème de la commune que l’on retrouve sur son blason.

Paul Sébillot, dans Les Légendes de la Mer, chapitre Les villes englouties, raconte que tout l'espace compris entre les Ébihens et Lancieux était dans un passé lointain occupé par une forêt qui était au-dessous du niveau de la mer, mais protégée par une bande de terrain plus élevée qui formait comme une digue naturelle. Comme cette forêt était infestée de loups et autres bêtes féroces, les hommes firent une coupure dans la digue naturelle et la mer s'y précipita, noyant presque toutes les bêtes féroces, mais les hommes ne parvinrent pas à reboucher le passage : c'est comme cela que se serait formés l'archipel des Ébihens et l'Islet de Lancieux.

## Personnalités liées à la commune
- Robert Service (1874-1958), écrivain écossais, connu sous le nom du Kipling Canadien, a séjourné à Lancieux de 1913 à 1958, dans le quartier de l'Islet, près de la rue à laquelle la municipalité a donné son nom, ayant notamment contribué pour les deux-tiers au coût de l'édification du monument aux morts et bienfaiteur de la commune pour diverses occasions. Lors de son voyage de noce, il découvre Lancieux qui deviendra son havre de rêve et d'inspiration puisque plusieurs de ses romans et poèmes ont pour cadre le village de Lancieux qu'il décrira en ces termes :"Puis, un jour, j’arrivai dans un village qui semblait plus ravissant que les autres. Son rivage, renommé pour son charme et sa beauté, me coupa le souffle. Une baie de sable d’or était encerclée par les bras rugueux des rochers, avec, derrière eux, le flamboiement des ajoncs et des genêts. Au large émergeaient des îles féeriques, et une plus grande protégeait la baie du vaste océan." Au cours d'un de ses séjours estivaux, en septembre 1958, il décéda et fut inhumé dans le cimetière communal[71].
- Gabrielle Bellocq (1920-1999), pastelliste impressionniste, a vécu une quinzaine d'années à Lancieux, à la Bujacie, 15 avenue de la Côte d'Émeraude.
- Michel Guino (1926-2013), sculpteur français, est décédé dans la commune.
- Axel Journiaux (1995-), coureur cycliste professionnel originaire de Lancieux.

## Vie sociale

### Services municipaux ou délégués
- Camping municipal.
- Office de tourisme.
- Bibliothèque médiathèque.
- Accueil de loisirs.

### Services intercommunaux
- SA d'HLM La Rance.
- SIVU crèche et multi-accueil.
- Collecte et traitement des ordures ménagères.
- Ramassage des encombrants électroménagers sur demande.

### Services publics

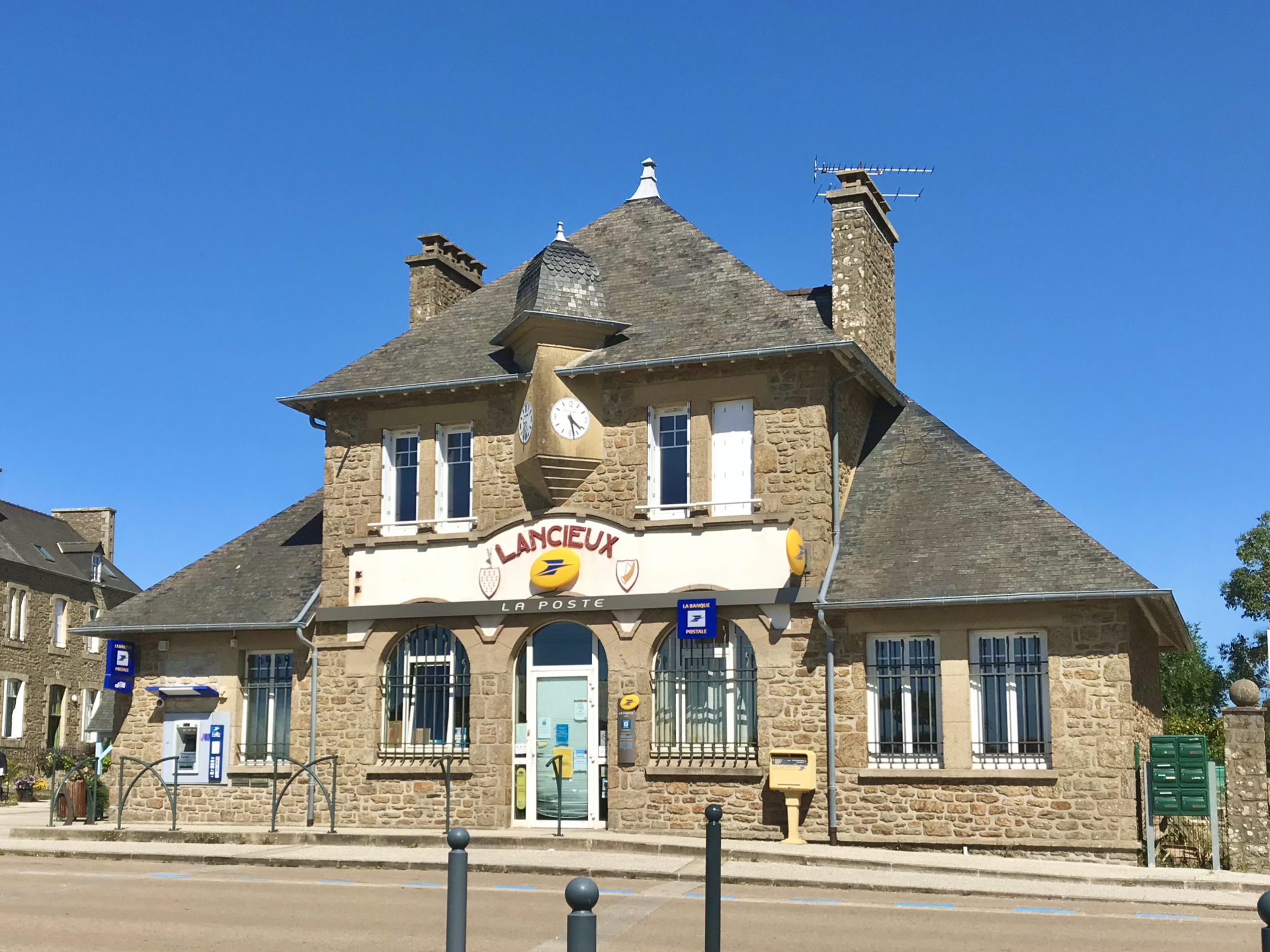
La poste.

- La Poste.

### Scolarité
- École publique Robert-W.-Service.
- Garderie périscolaire.

.

## Vie locale

### Activités
- Centre nautique : apprentissage des sports nautiques, sorties en mer, voile, char à voile, planche à voile, kite-surf, …
- Minigolf : parcours de 9 trous en bord de mer et practice.
- Cap Lancieux : activités sportives en juillet et août.

### Événements
- Trail de Lancieux, course à pied de 14 km autour de Lancieux, le jeudi de l’Ascension regroupant près de 500 participants.
- Feu d'artifice du 14-Juillet, tiré le 14 près de la plage de Saint-Sieu.
- Courses de Ploubalay-Lancieux, courses hippiques organisées en juillet ou en août sur la plage de Saint-Sieu.
- Vides-greniers, organisés par l'association des commerçants, les 1er dimanches de juillet et août.
- Fête du Moulin, messe le matin, fête, jeux et danses bretonnes l'après-midi, avec restauration sur place, tous les 15-Août.
- Les félipous, spectacles théâtre ou chant organisés dans les commerces du bourg.

### Aménagement du territoire
- Une piste cyclable relie Lancieux à Saint-Briac-sur-Mer et Saint-Lunaire. Elle fait partie d’un itinéraire plus large de mobilité douce entre Saint-Malo et le Cap Fréhel, permettant des déplacements à vélo le long de la côte d’Émeraude.

## Galerie

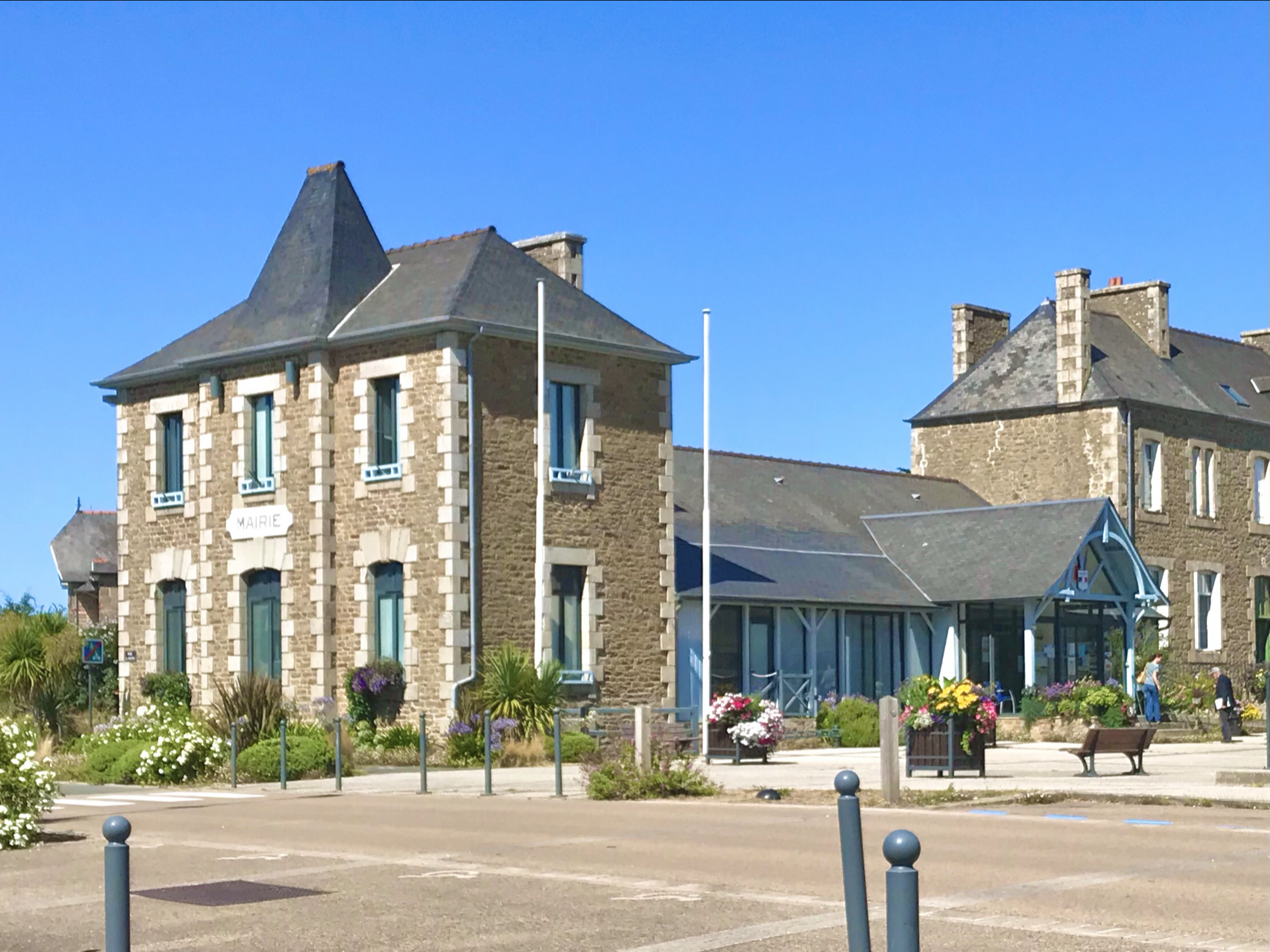
Vue sud-ouest de la mairie de Lancieux.
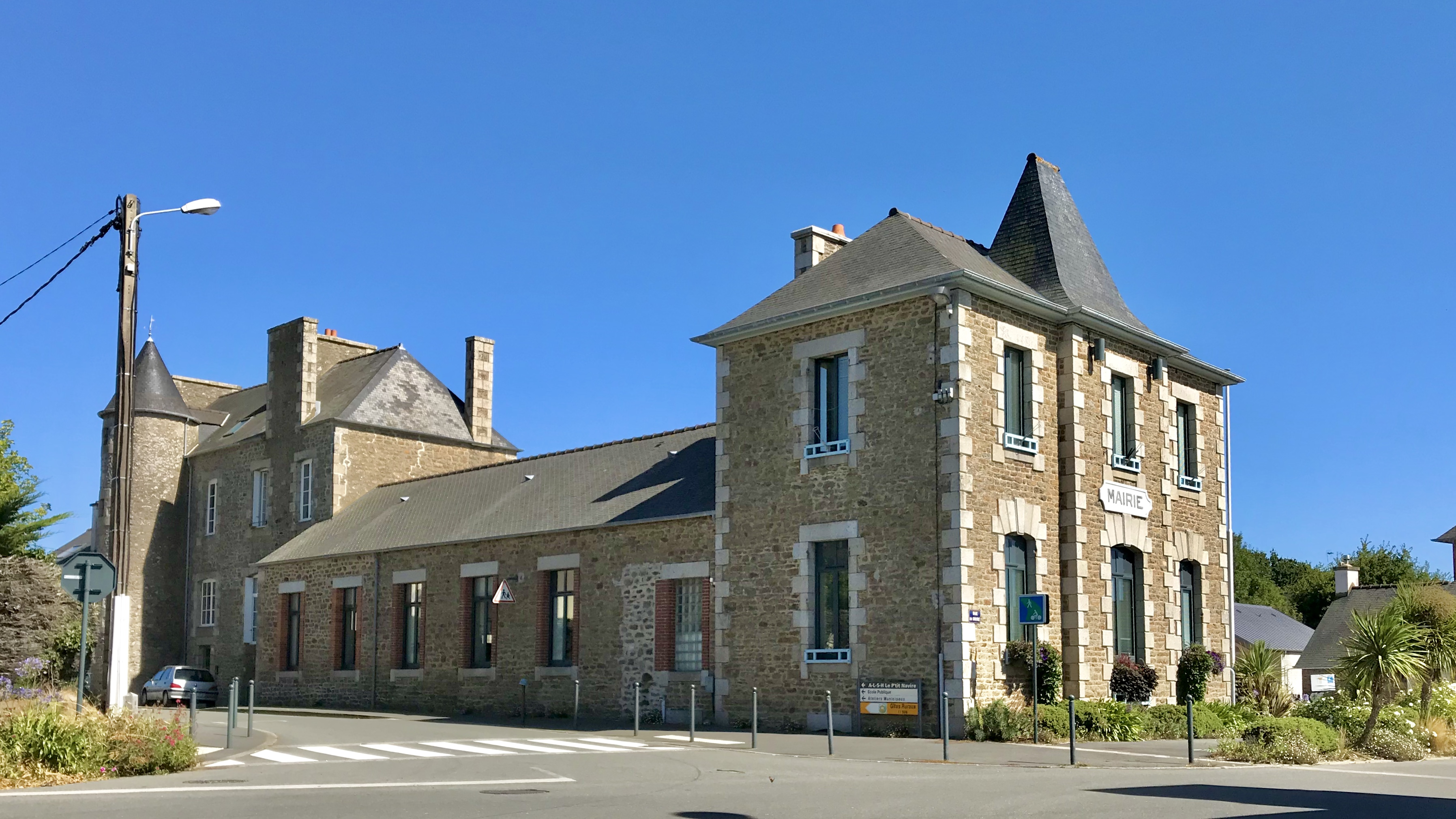
Vue nord-ouest de la mairie de Lancieux, avec la rue des écoles.
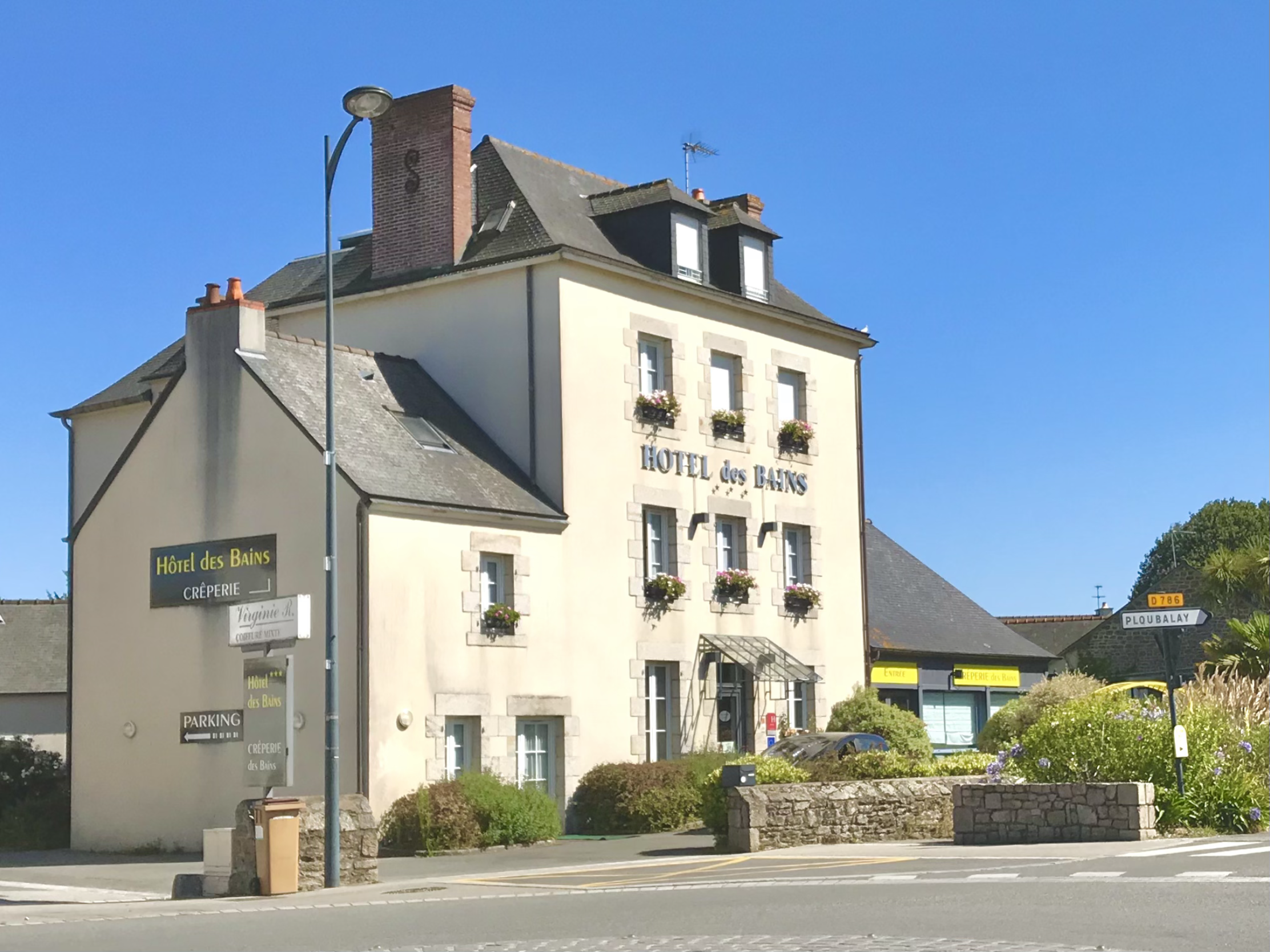
L’hôtel des bains à Lancieux.
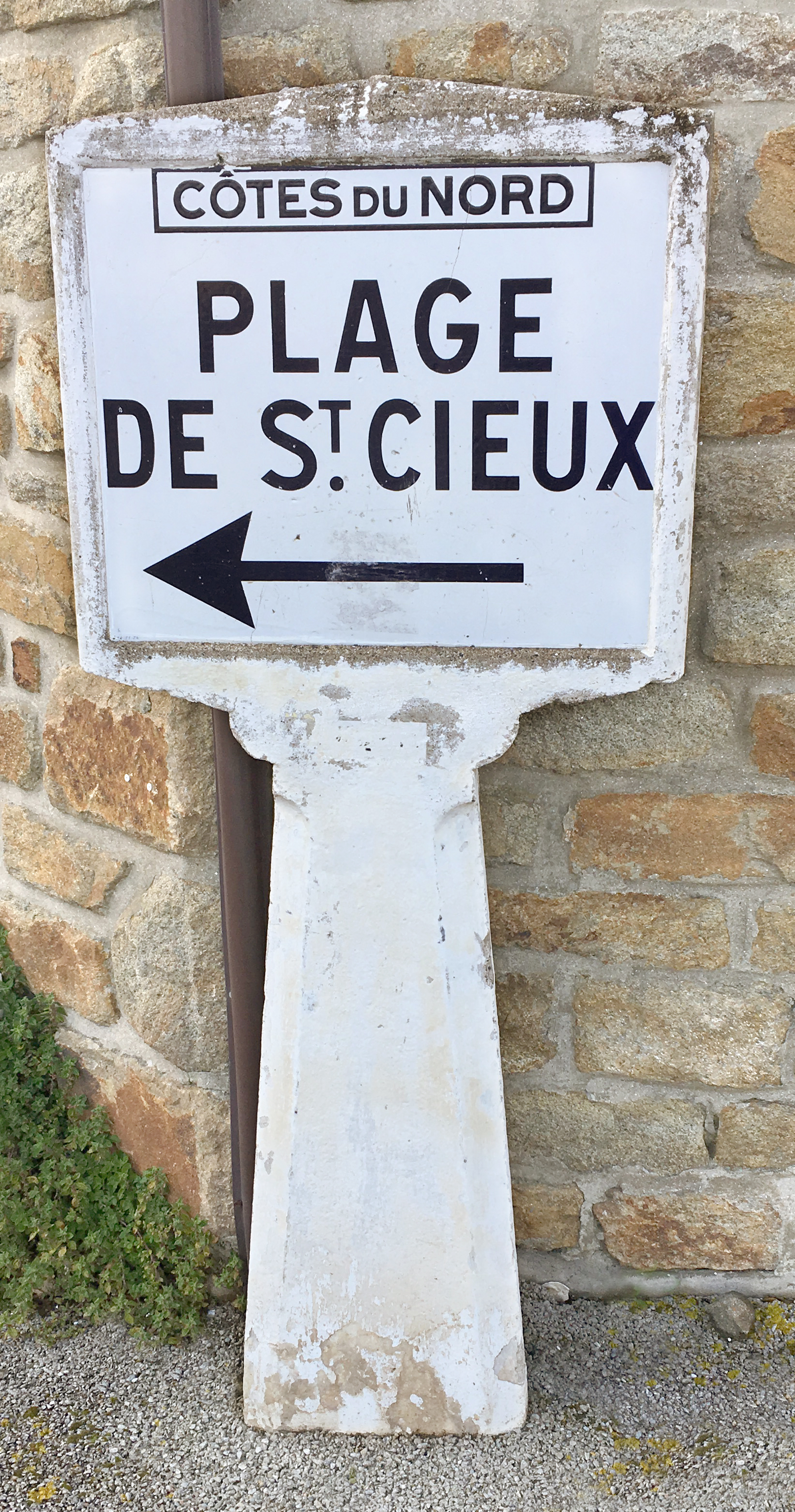
Panneau Michelin indiquant la plage de Saint-Cieux.
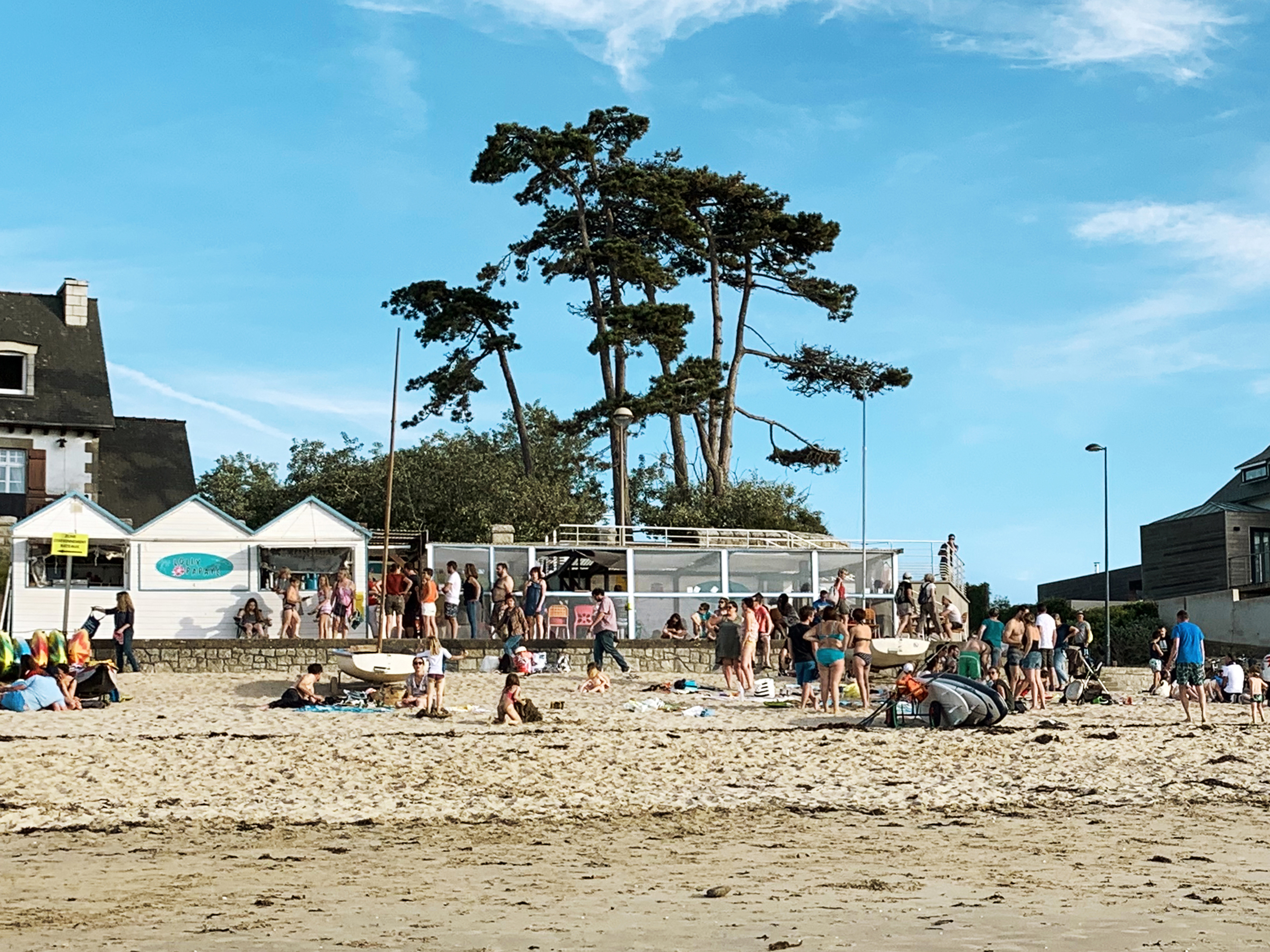
La plage de Saint-Cieux au niveau de la saladerie.
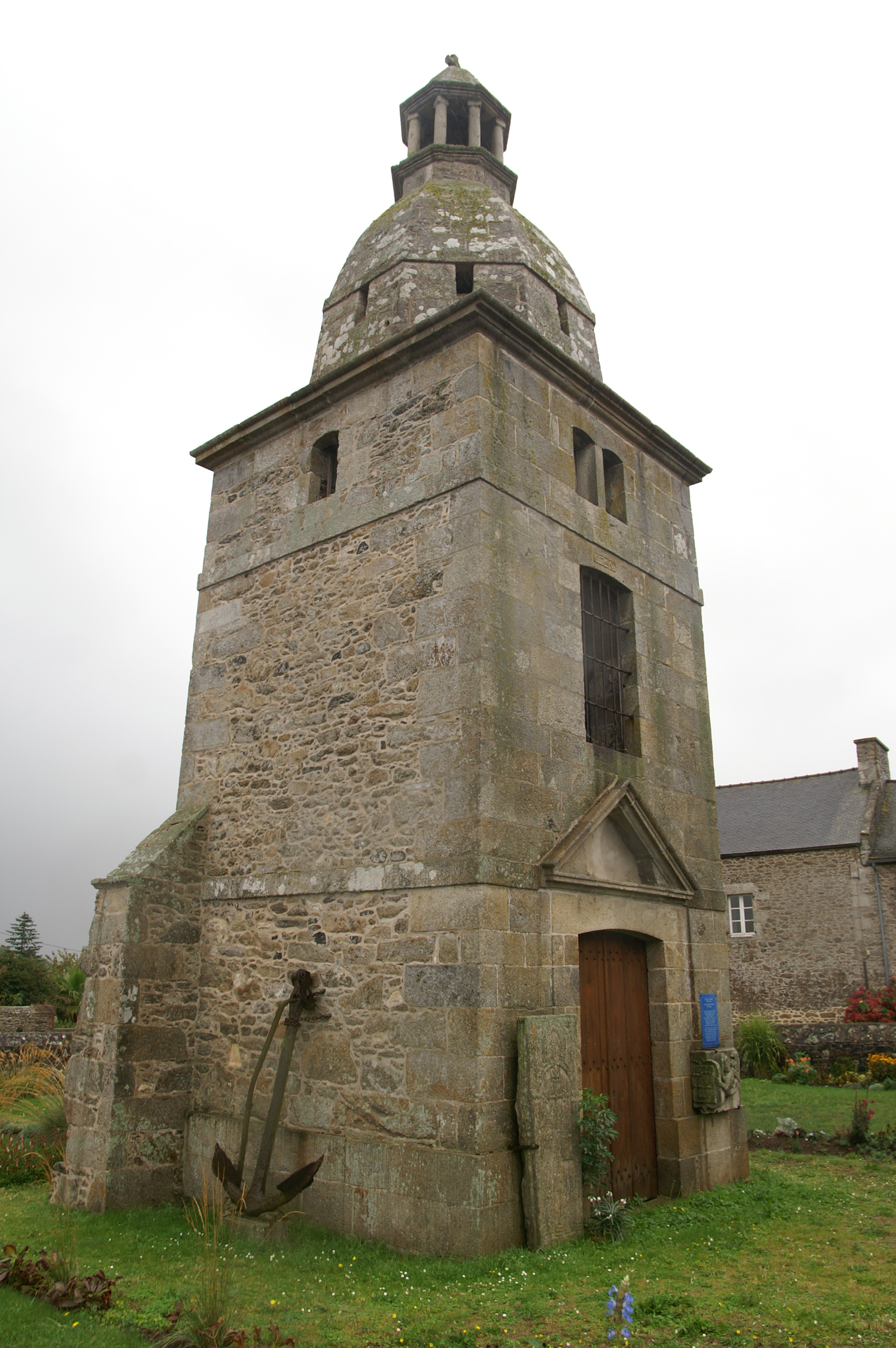
Le clocher de la vieille église.